# Révolution sexuelle
 (avril 2023).
Le concept de révolution sexuelle, parfois également appelé « libération sexuelle », entamée dans les années 1960,,,,, d'abord en Suède puis partout à travers l’Occident, recouvre les changements du comportement sexuel via la reconnaissance des sexualités non procréatrices, l'affirmation de l'égalité des sexes puis la légalisation de la contraception et de l'avortement. Selon le sociologue Michel Bozon, l'expression « révolution sexuelle » a été popularisée par l'Américain Wilhelm Reich (1897-1957) dans ses écrits des années 1930, à partir de sa lecture combinée de Marx, Freud, Hegel, Husserl et Lukacs. Elle doit aussi à l'Allemand Herbert Marcuse (1898-1979), auteur d'Éros et Civilisation (1955) et reste liée à une époque où une partie de la société ressentait « les comportements sexuels comme entravés par des contraintes sociales ». Selon lui, il est difficile de « qualifier de révolution les changements intervenus dans les conduites depuis les années 1960 » : ils « doivent être moins considérés comme une émancipation que comme une individualisation » de la sexualité, comme l'ont montré les travaux de Michel Foucault.
Pour d'autres auteurs, « révolution sexuelle » désigne un ensemble de faits, mesurés par des études à grande échelle, comme celles publiés par Alfred Kinsey en 1948 et 1953, qui ont montré une évolution radicale aux États-Unis, ou en France par le docteur Pierre Simon en 1972, puis l'enquête officielle ACSF de 1992. L'expression se différencie quelquefois de celle de « libération sexuelle ». Pour Michel Bozon, « libération » s'applique strictement aux femmes qui avaient pratiqué une sexualité peu protégée dans les années 1960, puis découvert une « libération de la peur », ou une « libération de l’incertitude » avec l'accès à la pilule contraceptive une décennie plus tard. Mais à partir des années 1980, la « régulation sociale de la sexualité juvénile » ne se fait plus par la famille mais par les autres jeunes et il en résulte un contrôle toujours « extrêmement pesant ».
L'historienne Anne-Marie Sohn parle plutôt de « libéralisation des mœurs », qui est « moins une rupture qu'un lent processus », avec des temps forts au début du XXe siècle ou dans les années 1950, une longue évolution identifiée aussi dans les arts, les correspondances et journaux intimes« cachée et longtemps tue avant d'être proclamée ». Selon elle, la « révolution sexuelle » est incluse dans une « révolution amoureuse », plus large, avec « une chronologie indépendante des événements politiques », qui s'accélère après les deux guerres mondiales. L'économiste américain Andrew Francis estime ainsi que les faits montrent que c'est « plutôt la démocratisation de la pénicilline », décrétée par l'État américain en 1947 pour obtenir le déclin de la syphilis, la plus répandue des maladies sexuellement transmissibles avec 20 000 morts par an (1939), qui a rendu possible la révolution sexuelle, qui a aussi bénéficié d'autres vagues d'une révolution scientifique : diffusion du préservatif, du stérilet dans les années 1920, puis de la pilule contraceptive découverte au début des années 1950. Le droit de vote des femmes, en 1920 aux États-Unis et en 1944 en France, a par ailleurs contribué à la légalisation de la contraception puis de l'avortement, considérés par les historiens comme des conséquences plus que des causes de la révolution sexuelle.
L'âge du premier rapport sexuel est « souvent présenté comme une sorte d'étalon de mesure de la révolution sexuelle », faute de standardisation des différentes enquêtes, qui mentionnent toutes sa diminution « au cours de la seconde moitié du XXe siècle » avant de se stabiliser, et la « disparition du double standard de la sexualité prémaritale » qui l'autorisait pour les hommes mais pas les femmes, « tout aussi importante bien que moins largement discutée », tandis que les relations des filles continuent à différer par leur durée, leurs motivations et leur investissement. La révolution sexuelle a été vivement critiquée par certains observateurs de droite, la jugeant comme un « désastre » ayant entraîné une perte de repères traditionnels causant le déclin de la société occidentale.

## La révolution scientifique et ses conséquences

### Fin des régimes démographiques anciens

Évolution du taux de natalité aux États-Unis de 1909 à 2008 (la période de Baby Boom apparait en rouge).

La « révolution sexuelle » puise sa première origine dans le changement de régime démographique occasionné dans les pays occidentaux par les progrès de la médecine[réf. nécessaire].
Les régimes démographiques anciens (avant le XIXe siècle) se caractérisaient par l'omniprésence de la mort dans la vie des sociétés humaines. La forte mortalité des enfants et des adolescents sous l'effet de maladies comme la rougeole, la rubéole, le tétanos, la coqueluche, la poliomyélite ou la tuberculose obligeait les couples à engendrer systématiquement une progéniture nombreuse (entre sept et dix enfants par femme, voire davantage) car il s'agissait du seul moyen de garantir le renouvellement des générations. Autrement, ce dernier aurait été facilement compromis, dans la mesure où un enfant sur trois (voire un enfant sur deux) n'atteignait pas l'âge adulte. Les nombreuses causes de surmortalité des adultes dans les sociétés anciennes (guerres, famines, épidémies) rendaient d'autant plus nécessaire cette forte fécondité.
Dans ce contexte, ce n'était pas le plaisir qui apparaissait comme la finalité première de la sexualité humaine, mais bien la procréation. Une morale sociale ou religieuse prônant le refus du plaisir sexuel et la réduction de la sexualité au seul engendrement des enfants pouvait donc facilement trouver de nombreux adeptes[réf. nécessaire].
Les choses changent radicalement à partir du XIXe siècle, principalement avec les progrès de la médecine (antibiotiques, vaccination, etc.), qui font fortement reculer la mortalité grâce à la lutte contre les maladies frappant les enfants et les adultes. La mort cesse d'accompagner chaque instant de la vie des hommes. Désormais, tous les enfants arrivent presque systématiquement à l'âge adulte[réf. nécessaire].
Dans les pays occidentaux, il s'ensuit dans un premier temps une phase d'explosion démographique, qui régresse et s'apaise à partir de la première moitié du XXe siècle, lorsque les couples se mettent à limiter volontairement leur fécondité à la suite de plusieurs facteurs (constat de l'inutilité - voire de la nocivité sociale - d'une descendance nombreuse, émancipation des femmes, etc.)[réf. nécessaire].
C'est l'entrée dans les régimes démographiques modernes, caractérisés par une faible mortalité et une fécondité très réduite (deux enfants par femme en moyenne) sous l'effet d'un choix volontaire des couples, qui adoptent une attitude contraceptive[réf. nécessaire].
Ce changement de régime démographique bouleverse la conception de la sexualité dans les pays occidentaux et ouvre la voie à une réhabilitation de la recherche du plaisir[réf. nécessaire].
Désormais, en effet, un couple n'a plus besoin que de deux coïts reproductifs dans sa vie pour renouveler les générations. La sexualité des hommes et des femmes ne peut donc plus être considérée comme tournée exclusivement vers la procréation[réf. nécessaire]. De ce fait, les doctrines valorisant le rejet du plaisir sexuel et la focalisation sur la seule génération sont battues en brèche au profit d'une nouvelle morale qui prône comme facteur essentiel d'épanouissement dans la vie la recherche de l'orgasme, indépendamment de toute volonté d'engendrer des enfants[réf. nécessaire].
D'autre part, comme le renouvellement des générations semble garanti, les formes de sexualité non reproductives (homosexualité, masturbation, sodomie, etc.) n'apparaissent plus comme une menace pour l'avenir des sociétés humaines, d'où leur réhabilitation[réf. nécessaire].

### Perfectionnement de la contraception masculine

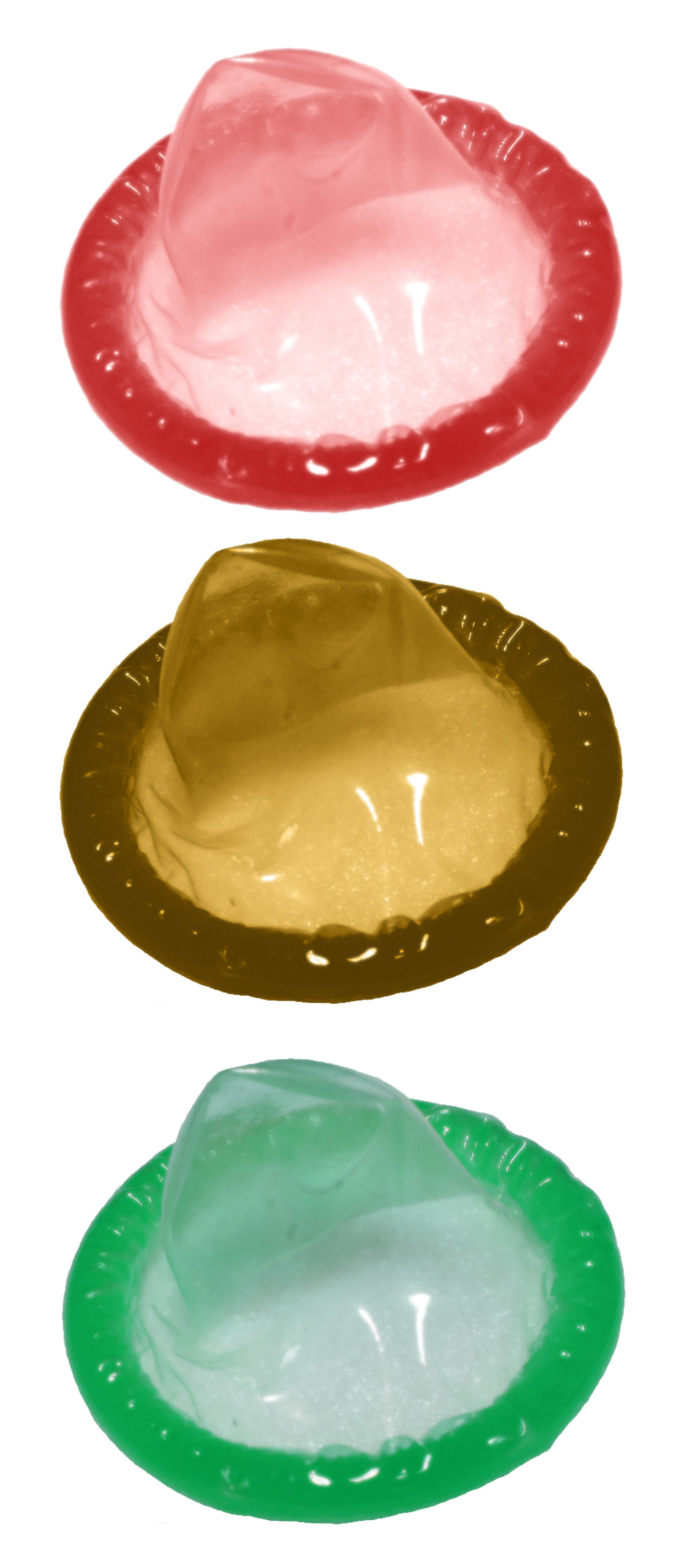
Préservatifs masculins.

À la suite de la révolution industrielle du XIXe siècle, les progrès de la science et des techniques ont pour conséquence la fabrication de meilleurs contraceptifs. Les avancées dans la fabrication et la production du latex rendent possible la fabrication des préservatifs, qui peuvent être employés par les hommes et les femmes pour empêcher la grossesse, à bas coût[réf. nécessaire].
À l'origine (1855) en caoutchouc et d'une épaisseur de un à deux millimètres, les préservatifs présentent une couture latérale, sont onéreux (quoique réutilisables) et peu répandus[réf. nécessaire].
En 1912, Julius Fromm, un chimiste polonais, invente un procédé de production qui consiste à tremper un moule en verre dans la solution de latex, ce qui permet l'obtention de préservatifs plus fins et sans couture[réf. nécessaire].
La marque Fromms Act est commercialisée en 1919 et toujours en vente de nos jours en Allemagne[réf. nécessaire].
Dès les années 1930, la production de masse de ce produit permet l'obtention d'un produit aussi fin et aussi bon marché que celui que nous connaissons aujourd'hui au XXIe siècle[Quand ?].
L'usage du préservatif s'est réellement répandu avec la Seconde Guerre mondiale, les GI américains se voyant fortement incités à leur utilisation : « Don't forget — put it on before you put it in ». En effet, les vétérans de la Première Guerre mondiale étaient revenus en nombre infectés d'une maladie vénérienne[réf. nécessaire] et les autorités militaires ne souhaitaient alors pas que cela se reproduise.

### Développement des antibiotiques contre les maladies vénériennes

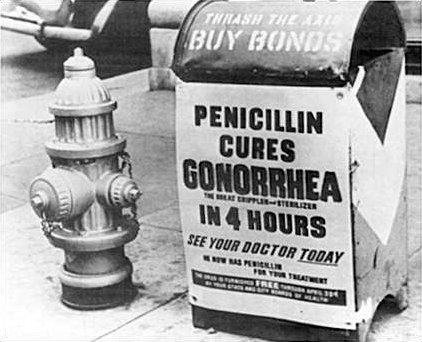
Publicité pour le traitement de la gonorrhée par la péncilline.

Peu spectaculaire dans ses formes bénignes, la syphilis, véritable « sida des années 1930 et 1940 », pose un grave problème de santé publique en tuant 20 000 personnes en 1939 aux États-Unis, amenant l'armée américaine à accélérer l'utilisation des antibiotiques, comme la pénicilline (la pénicilline G est découverte dès septembre 1928 par Alexander Fleming, mais ne servant jusque-là qu'à nettoyer les boîtes de Petri de leurs bactéries).
Cette efficacité constatée au sein de l'armée décide l'État à l'utiliser face au problème de santé publique dans la population civile entre 1947 et 1957, le taux de mortalité de la syphilis chutant alors de 75 % dans le pays. Et « dès que la syphilis commence à disparaître, à partir du milieu des années 1950, on observe une augmentation importante » de la sexualité, mesurée par le « nombre de naissances hors mariage, le nombre de grossesses chez les mineures » et la propagation d'une autre MST très contagieuse, la gonorrhée, le même phénomène se répétant un demi-siècle plus tard avec le sida, selon une étude américaine publiée dans Archives of Sexual Behavior, citée par l'économiste américain Andrew Francis.

### Contraception féminine

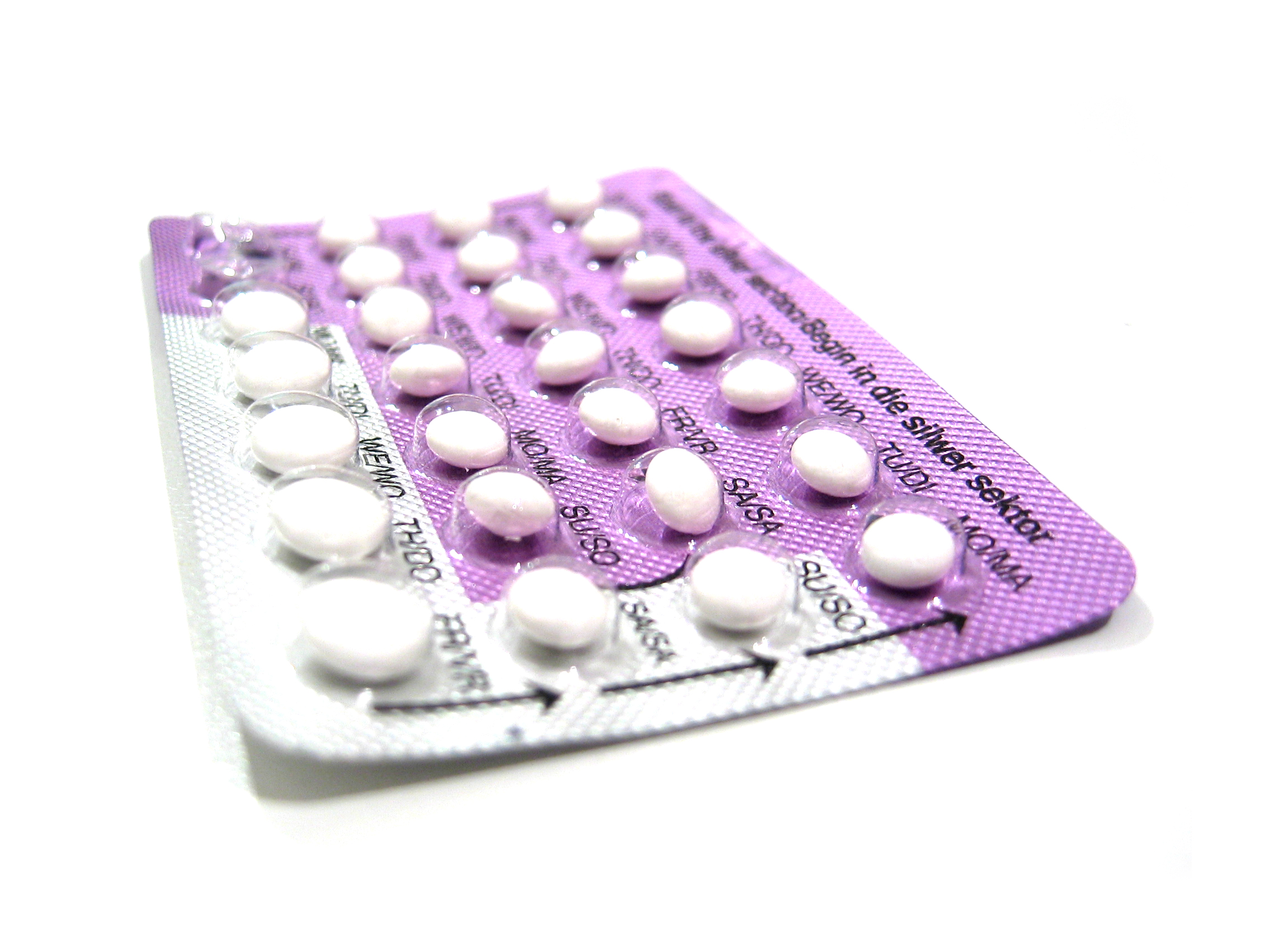
Pilule contraceptive.

#### Émergence de la contraception féminine
Les progrès en chimie, pharmacologie, et connaissance de la biologie et physiologie humaine mènent à la découverte et au perfectionnement des contraceptifs, stérilet ou pilule contraceptive[réf. nécessaire].
Le stérilet est un dispositif de contraception intra-utérin inventé en 1928 par Ernst Gräfenberg, il contient du cuivre, qui a un effet spermicide et provoque une légère inflammation de la muqueuse, qui la rend impropre à la nidation.
Il s'agit de la méthode réversible de contrôle des naissances la plus largement utilisée[réf. nécessaire].
La recherche concernant la pilule contraceptive commence en 1953 avec les travaux des docteurs Gregory Pincus et Min Chueh Chang (en), sous l'impulsion de la pionnière du planning familial qu'est Margaret Sanger et grâce au financement privé fourni par Katharine McCormick, riche héritière et suffragette[réf. nécessaire].
Les premiers tests ont lieu en 1956 à Porto Rico et l'autorisation de mise sur le marché américain est donnée par la Food and Drug Administration le 9 mai 1960[réf. nécessaire].
D'abord réservé aux seules femmes mariées, puis étendu aux femmes célibataires, son usage se généralise en dépit de résistances légales[réf. nécessaire]. L'apparition des méthodes de contraception permet aux couples de contrôler leur reproduction. Elles sont légalisées en France à partir de 1967 avec la loi Neuwirth, mais les décrets d'application sont retardés jusqu'en 1974.
La disponibilité de préservatifs en latex bon marché pour les hommes et du stérilet et de la pilule contraceptive pour les femmes contribue à libérer la sexualité de la menace de la grossesse, dissociant rapports sexuels et procréation.
Si, avec le préservatif ou des méthodes plus traditionnelles comme le coït interrompu, les femmes étaient soumises au bon-vouloir de leurs partenaires masculins en termes de limitation du risque de grossesse, avec le stérilet et la pilule contraceptive, elles prennent la maîtrise de la fonction reproductrice de leur corps et s'affranchissent[réf. nécessaire].
Cela ne se fait pas sans résistance de la part du pouvoir patriarcal, qui freine la légalisation et la diffusion des produits de ces découvertes scientifiques[réf. nécessaire]. Ce frein fait l'objet d'une analyse détaillée ci-dessous.
La médicalisation de l'avortement et sa légalisation le rendent plus sûr et plus accessible. Il ne s'agit pas d'une « révolution scientifique » en tant que telle, les méthodes employées étant connues, sa médicalisation, l'interruption volontaire de grossesse ou IVG, le rend en revanche moins risqué pour les femmes qui parfois décédaient d'une septicémie à la suite d'une intervention par une faiseuse d'anges, ne respectant pas toujours les principes d'asepsie.
Une innovation scientifique en la matière, l'IVG médicamenteuse (RU 486) a lieu après la révolution sexuelle proprement dite. Les femmes obtiennent ainsi un moyen de contrôler la fonction reproductrice de leur corps à l'issue de combats législatifs acharnés.
Une fois tombées les menaces jumelles de la maladie sexuellement transmissible et de la grossesse non désirée, la génération du baby-boom, née après la Seconde Guerre mondiale, va peu à peu faire disparaître les contraintes traditionnelles sur le comportement sexuel : contraintes morales, religieuses et légales[réf. nécessaire].

## L'entre-deux-guerres: émancipation des femmes

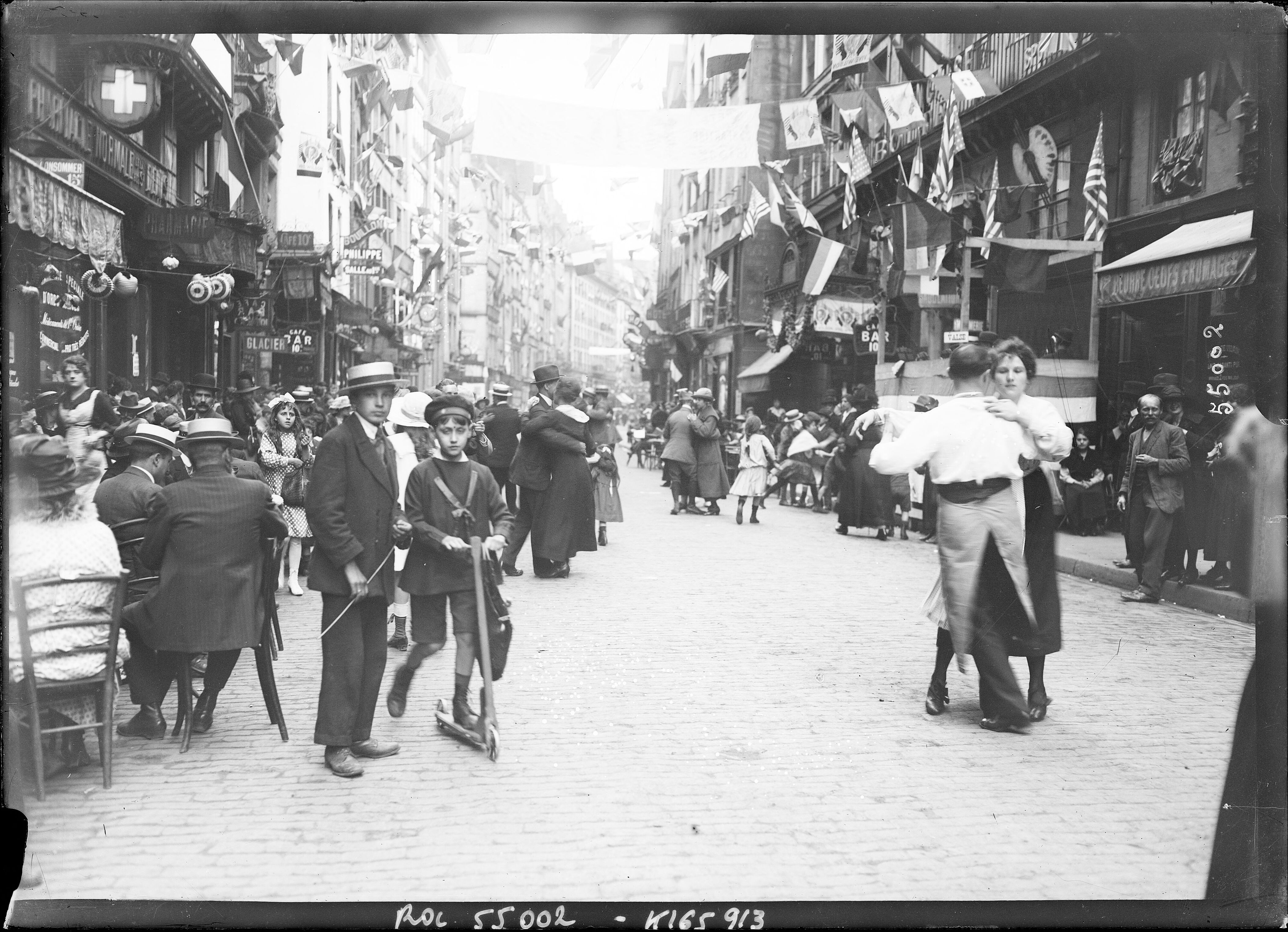
Un bal populaire à Paris en 1919.

Dans les campagnes, après la Première Guerre mondiale, il y avait tellement peu de garçons que les parents ont laissé les filles faire « ce qu'elles voulaient », avec pour résultat que « l'émancipation s'est ainsi accélérée ». Grâce à « la bicyclette, puis aux services d'autocar », dès l'entre-deux-guerres, on va « de fête en fête. Savoir danser devient le passeport indispensable de l'amour » selon l'historienne Anne-Marie Sohn. Les ruraux qui « montent » à Paris n'ont plus parents, curés, ni maire pour les surveiller. L'amour, nouveau « ciment du couple » fait que le mariage de convenance « paraît alors honteux » ce qui entraîne « la fin du mariage arrangé, effective vers 1920, d'abord dans les milieux populaires », où les intérêts patrimoniaux exercent moins de pression.
Pour l'historien David Allyn (en), c'est une période où on se montre plus tolérant pour le sexe prénuptial, la masturbation, les fantasmes érotiques, la pornographie et, éventuellement, l'homosexualité.
La tolérance se reflète aussi sur le plan vestimentaire, sous l'impulsion des artistes et des sportives. Lors de son spectacle au théâtre des Folies Bergère à Paris en 1926, Joséphine Baker porte comme costume de scène une sorte de minijupe composée uniquement de bananes ; la minijupe reste un classique du monde du spectacle lors de l'entre-deux-guerres.
Les Années folles voient la disparition du corset, à la grande joie des sportives. La jupe courte peut faire son retour, au féminin, à travers le sport : la Française Suzanne Lenglen abandonne le costume usuel de tennis qu'elle porte encore à l'occasion des Jeux olympiques d'été de 1920 pour une robe signée Jean Patou à partir de 1921. Cette robe présente deux caractéristiques qui font débat : les bras sont totalement dénudés et la jupe plissée s'arrête au-dessus du genou. C'est ensuite le patinage artistique, aux Jeux olympiques d'hiver de 1928 à Saint-Moritz où la Norvégienne Sonja Henie, jeune diva du patinage artistique, se présente pour la première fois en jupe courte, et fait sensation grâce à ses mouvements audacieux et libérés du port de la jupe longue.
Les théories des disciples de Sigmund Freud, selon qui le comportement humain est enraciné dans la libido, s'épanouissent à la même époque. Ce sont les plus « révolutionnaires », Otto Gross et particulièrement Wilhelm Reich, qui inventent l'expression « révolution sexuelle », développant une sociologie de sexe dans les années 1920 et 1930 en participant au début de la sexologie.

## L'après-guerre: révélations des rapports Kinsey de 1948 et 1953
En France, pendant la Seconde Guerre mondiale, le régime de Vichy met en accusation toute velléité d'accès des femmes à la contraception, vue comme une « véritable révolution par rapport aux millénaires durant lesquels la femme ne détenait pas les clés de la maternité ».
Dans l'immédiat après-guerre, la jeunesse éprouve un « immense appétit de vivre » et « à partir de 1945, l'hédonisme s'introduit dans les couples légitimes », où l'on se montre plus « exigeant en matière sexuelle », ce qui fait que « dans les années 1960, on ne se marie pas sans avoir « testé » sa future ». En 1947-1948, le premier rapport officiel sur l’éducation sexuelle à l’école, dit « rapport Louis François », du nom d’un inspecteur général de l’Éducation nationale, « insiste sur les dangers de la sexualité des jeunes » et tente un « équilibre » entre l'information sexuelle, qui relève du savoir neutre, et l'éducation sexuelle, plus connotée au plan de la morale et de la transmission de valeurs. Il envisage un rôle des enseignants, à partager avec les familles et[Quoi ?] ; l'éducation sexuelle est déjà conçue comme un moyen d'atténuer la pression des « modèles de virilité juvénile » déjà présents, afin de donner aux garçons l'occasion de « retarder les relations sexuelles préconjugales ».
Le concept de « révolution sexuelle » réapparaît aux États-Unis, pensé comme un mouvement pour abolir la censure au cinéma, et la doxa cinématographique du code Hays de 1930, qui voulait refléter une société morale, prude, austère et bien-pensante. Mais en réalité, la société s'est éloignée de ce miroir déformant, révèlent les travaux publiés par Alfred Kinsey en 1948 et 1953, entrepris pour confirmer ou infirmer l'hypothèse d'une « révolution sexuelle » aux États-Unis, et la presse constate qu'elle démarre dans le sillage de leurs révélations.
En 1948, Alfred Kinsey et ses collègues, répondant à une demande d'information des étudiant(e)s de l'université de l'Indiana sur le comportement sexuel humain, publient le Comportement sexuel de l'homme (Sexual behavior in the human male), et, cinq ans après, le Comportement sexuel de la femme (Sexual behavior in the human female).
La publication amorce une révolution dans les représentations de la sexualité. Parmi ses révélations, le fait que dès 1940, 50 % des femmes américaines affirmaient avoir eu des rapports préconjugaux (contre 55 % des Françaises) et que 64 % avaient connu l'orgasme avant le mariage. Le rapport Kinsey indique que la fellation est pratiquée de manière beaucoup plus fréquente que ce qui était conçu à l'époque et que la moitié des Américaines pratiquent toutes les caresses et positions. Les données du rapport Kinsey ne sont pas fiables en raison de l'échantillon qui n'étaient pas du tout représentatif de la population américaine. En effet, l'échantillon était surtout composé de déviants sexuels (individus ayant des pratiques sexuelles hors normes) tels que des pédophiles. Kinsey avait conclu, comme Freud, aux difficultés des femmes à atteindre l'orgasme avec un homme. La fréquence de diverses pratiques sexuelles comme l'homosexualité fait scandale parmi ceux qui craignent qu'on détériore la société américaine en brisant la structure familiale.
Plus tard, ces deux rapports constitueront une base pour celui de William Masters et Virginia Johnson, dont l'étude initiale, Les réactions sexuelles (Human sexual response), parue en anglais en 1966, explicite la physiologie de la clinique de la sexualité. Mais la pilule n'a été légalisée qu'en 1961, comme l'immortalise le premier épisode de la série télévisée Mad Men, où Peggy Olson, au début des années 1960, sort de chez son gynécologue avec sa première prescription pour la pilule contraceptive.

## Trois décennies de repli de la censure

### La censure en recul dès les années 1950

#### De la guerre froide à l'évolution de la position de l'Église

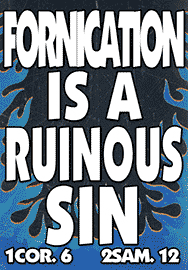
Pour les églises, la sexualité ne se pratique qu'au sein d'un couple marié.

En réaction à la période de puritanisme de guerre froide, une évolution culturelle amène peu à peu, au fil de la décennie, un repli de la censure. En 1951, Pie XII condamne simplement l'éducation sexuelle dans un discours aux pères de famille, en stigmatisant une .
Puis l'Église se positionne en 1956, sur la base d'un rapport de Paul Richaud, l'archevêque de Bordeaux et recherche une « troisième voie catholique » entre la doctrine traditionnelle et les nouvelles techniques médicales. Cette évolution arrive finalement à ses limites : en 1961, alors que le premier centre du Planning familial ouvre à Grenoble, une « Déclaration sur la limitation des naissances » rappelle les grands principes de la doctrine catholique parmi lesquels la condamnation des procédés chimiques et la régulation des naissances par la continence périodique des époux.

#### L'homme-objet version Elvis Presley
Au cours des années 1950 un chanteur / acteur particulier, Elvis Presley, présente une manière très lascive de danser en utilisant des mouvements de son corps d'une façon sexuellement suggestive. C'est « Elvis the pelvis » pour ses mouvements de hanche significatifs. Des millions de jeunes femmes font de lui leur « idole ». En concert, certaines couinent, poussent des cris perçants et pleurent. C'est un facteur important dans la « perte d'inhibition » et la « rébellion de la jeunesse ». Son succès lie la révolution sexuelle à l'émergence du désir des femmes, son affirmation, plus qu'à l'émergence de la connaissance publique des fantasmes sexuels des hommes et la propagation de la pornographie. C'est plus tard, dans les années 1970, que l'homosexualité, strictement taboue à différentes époques, deviendra moins stigmatisée, les lesbiennes et gays, réclamant et obtenant de nombreux droits précédemment réservés aux couples hétérosexuels.

#### La révolution sexuelle des années 1950 au cinéma
La représentation de la nudité, jamais bannie en Occident mais soumise à des normes, les voit s'alléger, ou des bikini girls apparaissent dans les films plus grand public dès la fin de la guerre puis dans les années 1950. Aux États-Unis, l'industrie du cinéma a besoin de se renouveler car ses bénéfices de 1952 sont tombés à 25 millions de dollars, la moitié des 52 millions obtenus en 1951, et le huitième des 201 millions de 1946, et réfléchit à de nouvelles armes : trois dimensions, Cinérama, Cinémascope, son stéréophonique.

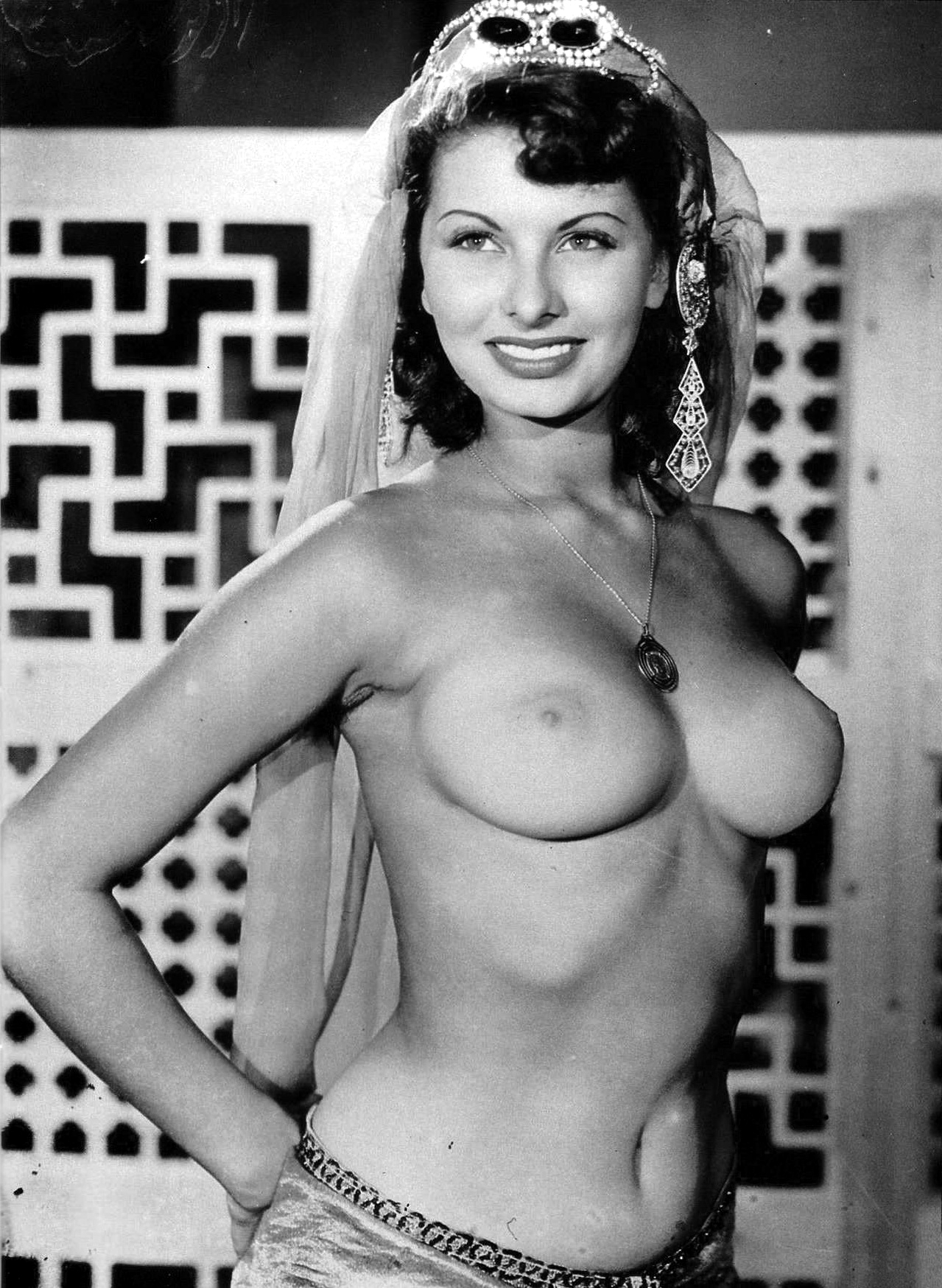
Sophia Loren seins nus en 1951.

Le magazine Vogue s'inquiète en 1951 de « ce bikini qui a transformé certaines côtes de nos régions en coulisses de comédies musicales », même s'il fut banni de certaines plages de la côte Atlantique en 1949 par des préfectures, mais face à son succès, même en Espagne, dès 1952, plusieurs maires l'autorisent alors que Franco l'interdit partout ailleurs, comme à Benidorm,, et Marbella,. Une nouvelle vague d'actrices se moque de la pruderie d'avant-guerre. L'Américaine Rita Hayworth déclenche « la chaleur torride d'une explosion nucléaire » dans un film de 1946[Lequel ?], qui en fait un « sex symbol » puis épouse à Vallauris en 1949 le fils de l'Aga Khan. Sophia Loren fait des apparitions seins nus dans Quelles drôles de nuits en 1951 ou dans Deux Nuits avec Cléopâtre en 1953, à respectivement 16 et 18 ans, remarquées en France où elles passent la censure. Marilyn Monroe ne craint pas de choquer ses détracteurs en mars 1952, en posant dénudée dans un calendrier et au Festival de Cannes 1953, Brigitte Bardot, 18 ans, pose en bikini sur la plage devant l'hôtel Carlton.
L'année précédente, son père, soutenu par l’Église, avait intenté un procès aux auteurs de Manina, la fille sans voiles où elle apparairaissait en bikini, obtenant une coupe. La censure retire aussi, en Suède, en 1953 des scènes du film Monika d’Ingmar Bergman sur l’amour naturiste, et les seins de Martine Carol du film Lucrèce Borgia. La censure s'assouplit aux États-Unis, où les audiences sénatoriales de 1955 sur la pornographie se concentrent sur Irving Klaw, en raison de la vente de photos fétichistes et bondage d'actrices bâillonnées, fessées et fouettées, après le succès de son film Strip-O-Rama, avec de fameuses stripteaseuses comme Bettie Page, qui déménage à Miami et travaille avec la photographe Bunny Yeager, qui y pose dans un bikini confectionné sur mesure. Bettie Page devient en janvier 1955, l'une des premières « playmates » de Playboy.
Des films qui montrent « une jeunesse sexuellement très libérée » sont critiques mais le public plébiscite, avec les gros succès, parfois inattendus, de films comme Le Diable au corps (Claude Autant-Lara, 1947), L'Amant de lady Chatterley (Allégret, 1955), Et Dieu… créa la femme (Claude Vadim, 1956), Les amants (Malle, 1958), Les Liaisons dangereuses (Vadim, 1959), ou encore des œuvres comme Bonjour tristesse, de Françoise Sagan, Les Amants, de Louis Malle et Le Blé en herbe, de Claude Autant-Lara.
Une catégorie de stars particulièrement bien dotées en charisme et en sex appeal émerge. Ainsi, une culture entière apparaît, immergée et érotisée par le film et la culture TV. Des actrices comme Mae West, Raquel Welch, Jane Fonda ou Sophia Loren ont exposé explicitement leur aura sexuelle dans les castings dont étaient friands les médias.
Ils font évoluer une longue série d'œuvres commençant au début du siècle par des films ou des bouts de films libertins ou « naturistes » se prolonge par des films d'amour intégrant des scènes audacieuses de nudité ou de sexe mais sans « passage à l'acte » explicite : les historiens ne situent à la fin des années 1950 ou au début des années 1960, l'émergence réelle du cinéma érotique. Parallèlement, la cause féministe progresse. Entre le 13 et le 26 octobre 1955, le journaliste Jacques Derogy publie dans le quotidien Libération une série d'enquête sur les avortements clandestins, déclenchant un débat qui remue l’opinion publique, dans la presse et à la télévision, où l'émission Édition spéciale : Les femmes jouent leur destin, présentée par François Chalais et Frédéric Rossif, qui voit s'opposer Françoise Giroud et Jean Cayeux, député MRP, aboutissant à la création en 1956 de l’association « La Maternité heureuse », qui deviendra en 1960 le Mouvement français pour le planning familial.

#### Les films de Marilyn Monroe et Brigitte Bardot en 1955 et 1956

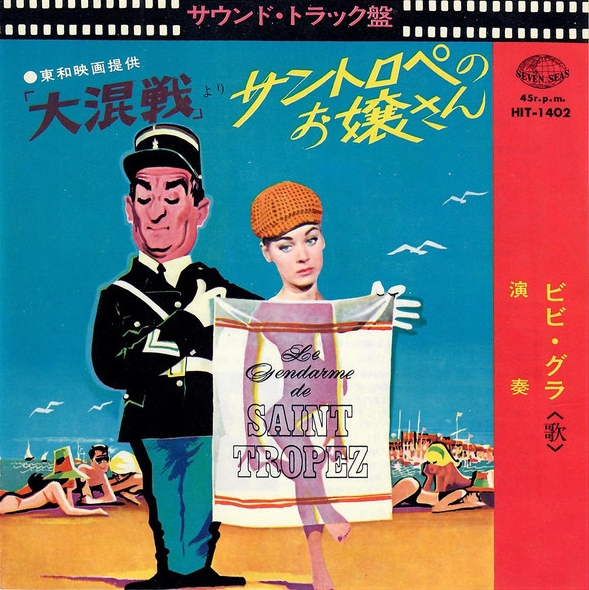
En 1964 le Gendarme de Saint-Tropez traque les nudistes.

L'année 1955 est celle de films qui choquent parfois ou font rêver, en particulier Sept Ans de réflexion avec Marilyn Monroe, inspiré d'une des pièces les plus audacieuses pour l’époque, évoquant la sexualité et l’adultère, dans un couple où l'épouse est partie seule en vacances » (le titre est traduit « Quand la femme est en vacances » en Italie). Le Monde salue une actrice « phénoménale au sens propre du terme, synthèse vivante des symboles féminins plutôt que femme, (…) et qui n'en réussit pas moins le miracle de rester sympathique, tant elle a l'air de se caricaturer elle-même ». Le film coïncide en Europe avec l'ouverture des premiers Villages magiques, fréquentés essentiellement des lectrices du magazine Elle, comme à Caprera, en Sardaigne, où on dort sous la tente et vit en maillot de bain ou même en bikini, au risque de choquer le prêtre du secteur.
En France, le film Et Dieu… créa la femme marque, en 1956, la propulsion de Brigitte Bardot au rang de sex-symbol et déchaîne une hystérie médiatique : toute la société française n'est pas encore prête à accepter l'image d'une femme émancipée. Saint-Tropez devient, à la même période, dans les années 1950, une station balnéaire très connue. Le tournage du film « contribue à l’édification d’un mythe » pour ce village « qui devient le lieu de villégiature » des stars et de visite de milliers de badauds, alors qu'il « bénéficiait déjà depuis plusieurs dizaines d’années d’une grande notoriété », mais « auprès d’un cercle restreint de personnes », depuis que l'écrivain Colette avait découvert au cours de l’été 1925 « le Saint-Tropez des peintres ». D’autres films y sont tournés, dont la série du Gendarme avec Louis de Funès, sur fond de battage médiatique. Le succès international est « retentissant » : huit millions d’entrées aux États-Unis, avec la programmation du film pendant vingt semaines à New York, où on dit qu’elle éclipse Marilyn Monroe et Sophia Loren, pourtant encore au début de leur ascension.

#### En 1959, la Justice américaine bouscule la censure littéraire
Aux États-Unis, le roman Tropique du Cancer d'Henry Miller (1934) n'avait pas pu être publié car il contient des passages sexuels explicites et une édition imprimée par Obelisk Press à Paris a du coup tenté de pénétrer en contrebande aux États-Unis.
De 1959 à 1966, des interdictions contre trois livres au contenu érotique explicite sont demandées aux tribunaux, et refusées. Un peu auparavant, une réforme des règlements (aussi bien que des coutumes locales et des actions de surveillance) détermine ce qui peut et ne peut pas être publié. Par exemple, le service des douanes des États-Unis interdit Ulysse de James Joyce, en refusant son importation. Le grand poids porté par l'Index librorum prohibitorum de l'Église catholique romaine parmi des catholiques constitue un boycott effectif, efficace, et immédiat de tout livre qui y est recensé. La Watch and Ward Society (en), une création en grande partie protestante inspirée par Anthony Comstock, fait de la chasse à l'outrage un sport national.
En 1959, Grove Press publie la version non expurgée de L'Amant de lady Chatterley par D. H. Lawrence. La poste des États-Unis confisque des exemplaires envoyés par courrier. L'avocat Charles Rembar (en) poursuit en justice le receveur du bureau de poste de New York, et gagne à New York, puis en appel fédéral. L'année suivant, la contestation et son contentieux s'étendent à l'Angleterre.

### Les années 1960, la jurisprudence suit à son tour
Le repli de la censure dans les années 1960, dans le sillage de celui des années 1950, n'est pas affecté par le scandale public des « ballets roses » de 1959, dont l'organisateur écope d'une peine de prison de cinq ans ferme, même si l'un des participants allégués, président de l'Assemblée nationale, est sanctionné beaucoup moins sévèrement.

#### L'émotion après l'affaire des ballets roses
En 1959 éclate l'affaire dite des « ballets roses ». Le quotidien Le Monde du 10 janvier 1959 informe de la mise sous mandat de dépôt, quelques semaines auparavant, d'un soi-disant policier accusé de détournement de mineures. Le 23 janvier, un article plus développé dans l'hebdomadaire politique Aux écoutes du monde révèle que président de l'Assemblée nationale André Le Troquer, mis en cause, oppose aux « allégations publiées un démenti sans réserve, catégorique, absolu ». Dénoncé pour des bacchanales avec sa maîtresse artiste peintre, mais surtout avec des adolescentes âgées de quatorze à vingt ans, il dément mais est condamné le 9 juin 1960 à un an d'emprisonnement avec sursis et à une modeste amende (3 000 francs) en relation avec l'affaire. Ses comparses sont punis bien plus lourdement. À l'issue du procès, par jugement en date du 9 juin 1960, vingt-deux des vingt-trois prévenus sont condamnés. L'organisateur, Pierre Sorlut, écope de cinq ans de prison ferme, réduits à quatre ans en appel.

#### L'échec de la censure littéraire anglaise en 1960
En Angleterre, en 1960, le gouvernement britannique essaie sans succès de poursuivre Penguin Books pour obscénité, pour avoir édité L'Amant de Lady Chatterley, le roman de D.H. Lawrence, interdit depuis les années 1920 pour son contenu choquant. Mervyn Griffith-Jones synthétise les raisons de la plainte devant le jury : « Est-ce un livre que vous souhaiteriez que votre épouse lise ? ». Après l'échec de la demande d'interdiction, le roman devient un best-seller, se vendant à 2 millions d'exemplaires.
En 1965, Tom Lehrer célèbre l'appel érotique du roman dans sa chanson gaiement satirique Smut avec le couplet « qui a besoin d'un passe-temps comme le tennis ou la philatélie a obtenu un passe-temps : relecture de Madame Chatterley ».

#### Promotion d'Helen Gurley Brown et jurisprudence «Fanny Hill»
En 1962, Helen Gurley Brown publie Sex and the single girl (en) (en traduction française : Quitte ou double) et devient en 1965 rédactrice en chef du magazine féminin américain Cosmopolitan.
Mais la jurisprudence de la Cour suprême des États-Unis a évolué moins vite que la presse. Charles Rembar, célèbre avocat américain, spécialiste du Ier amendement de la Constitution, représente la minorité la plus conservatrice de l'opinion. Il attaque la republication en 1965 par Putnam du roman des Fanny Hill, publié en 1750 par John Cleland, qui avait bénéficié d'adaptations à l'écran dès 1963. Charles Rembar perd en justice puis fait appel jusqu'à la Cour suprême des États-Unis. En 1966, elle le déboute, une jurisprudence qui permet aux travaux au sujet du sexe d'être libérés des craintes d'action judiciaire. Dans l'arrêt Memoirs v. Massachusetts (en), la Cour décide que le sexe est « une grande et mystérieuse force motrice dans la vie humaine » et que son expression en littérature est protégée par le Ier amendement de la Constitution. Dans une expression célèbre, la cour indique que l'obscénité est « tout à fait sans importance sociale rédemptrice », et que, inversement, aucune œuvre d'un peu d'importance sociale n'est obscène, même si elle contient des passages isolés susceptibles de « diffamer ou corrompre » quelques lecteurs. La Cour suprême place ainsi la barre pour n'importe quelle interdiction si haute que Rembar lui-même y voit « la fin de l'obscénité ».
Les livres grand public sur la sexualité se multiplient. En 1969, Joan Garrity publie The Sensuous Woman (en traduction française : La Femme sensuelle) et David Reuben (en), médecin et chirurgien, diplômé de l'université de l'Illinois, le livre Everything You Always Wanted to Know About Sex (But Were Afraid to Ask) (en) (en traduction française : Tout ce que vous avez toujours voulu savoir sur le sexe sans jamais oser le demander). Pour beaucoup de lecteurs, il tient exactement ses promesses. Une femme d'une petite ville du Wisconsin déclare : « jusqu'à ce que j'aie lu ce livre, je n'avais jamais réellement su avec précision ce que les homosexuels faisaient »[réf. nécessaire].
La jurisprudence de 1966 est confirmée en 1973 par l'arrêt Miller v. California de la même Cour suprême des États-Unis, au sujet d'une affaire vieille de 1961, date des procès intentés contre des douzaines de libraires après la publication par Grove Press d'une copie de l'œuvre de Miller des années 1930, Tropique du Cancer.

#### Playboya pignon sur rue dès 1965

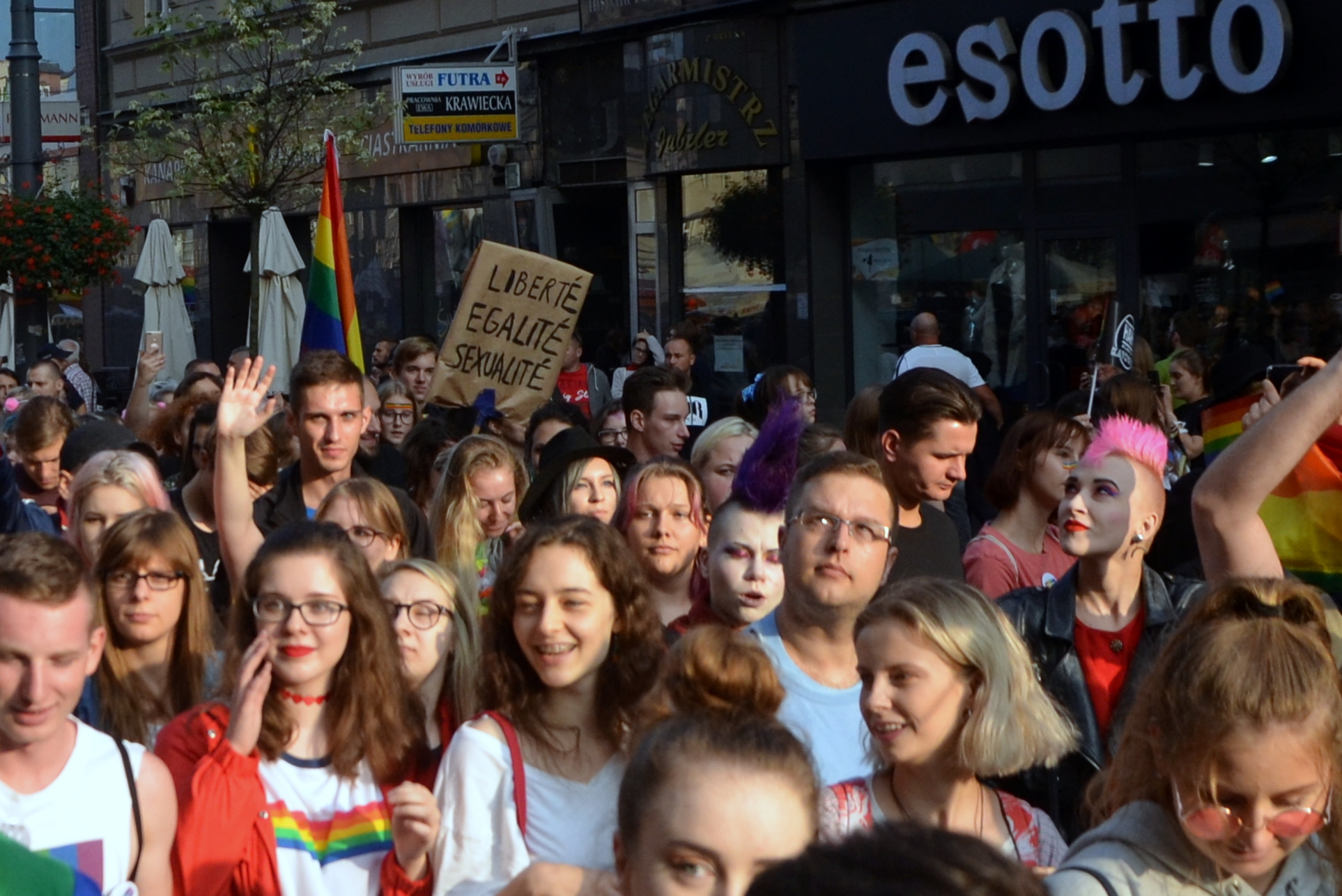
« Liberté ! Égalité ! Sexualité ! ». Les postulats de la Révolution française sont toujours valables en 2018 à la marche des fiertés de Katowice, Pologne.

Playboy, magazine de la presse masculine américain fondé à Chicago en 1953 par Hugh Hefner, est connu pour ses playmates et ses photographies érotiques, mais aussi pour certains de ses articles de qualité ou des pages dépeignant la nudité et les actes sexuels se voulant très sophistiquées. Dès 1965, le siège social se situe dans le Palmolive Building à Chicago, renommé à l'occasion « Playboy Building » et symbole de la fierté d'avoir « pignon sur rue ». D'autres magazines érotiques se voient acceptés en tant que journaux respectables aux États-Unis, où les célébrités s'expriment en sécurité, puisque la liberté de la parole leur est garantie par la constitution américaine mais le mouvement féministe va plus tard s'opposer à la description des femmes comme des « objets » dans des contextes comme les revues pornographiques et des concours annuels tels que Miss Monde et Miss Univers.

### Les films pornographiques des années 1970
Dans les années 1970, le débat sur la censure se déplace vers l'exploitation commerciale des films pornographiques, après avoir déjà disparu dans l'art au cours des deux décennies précédentes, tandis que les féministes réclament que la contraception, légale depuis le milieu des années 1960 puisse devenir accessible dans tous les milieux sociaux.

#### En 1971, la croisade de Jean Royer

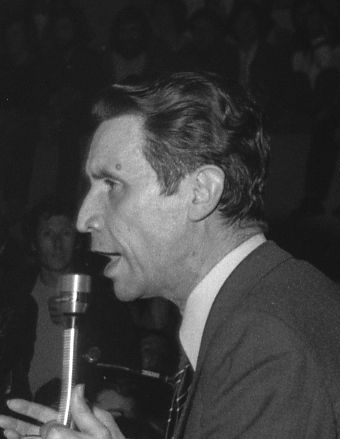
Jean Royer en meeting à Toulouse en 1974.

En France, Jean Royer député-maire de Tours lança en juin 1971 une campagne contre la pornographie au cinéma, quelques mois avant la première diffusion à grande échelle d'un film pornographique aux États-Unis.
Au cours de l'année 1971 en France, de nombreuses féministes quittent les groupes maoïstes et gauchistes jugés trop violents, en particulier après les événements du 9 mars 1971 à Paris, et se rapprochent du FHAR (Front homosexuel d'action révolutionnaire) créé en mars 1971. Les enjeux politiques s'en mêlent. Le no 12 du mensuel gauchiste Tout !, daté du 23 avril, accusé d'être « pornographique », est interdit à la vente, pour avoir évoqué en première page la « libre disposition de notre corps », avec une photo de fessier mais la mesure vise surtout Jean-Paul Sartre, directeur de publication, inculpé. Le numéro réclame le « droit des mineurs à la liberté du désir et à son accomplissement » alors que la majorité sexuelle en France est fixée à 21 ans.
La politique de censure vise aussi, plus généralement, les féministes Gisèle Halimi et Simone de Beauvoir, qui font la publicité des avortements, alors interdits, via le manifeste des 343 femmes ayant avorté à l'étranger, qu'elles ont corédigé en avril 1971.
À la fin de l'année 1971, Jean Royer est invité à participer à un débat télévisé face à un gaulliste de gauche, l'écrivain Maurice Clavel, mais les deux participants n'abordent pas les questions de sexualité.
Maurice Clavel, alors proche de Sartre et Beauvoir, se lève et quitte le plateau en lançant un tonitruant « Messieurs les censeurs, bonsoir ! ». C'est l'un des évènements notables de la télévision française des années 1970. Maurice Clavel reproche alors à l'ORTF une censure portant sur un mot de Georges Pompidou sur la Résistance (le mot « aversion ») coupé dans le documentaire qu'il avait réalisé.

#### En 1972, le premier film pornographique à distribution grand public
Gorge profonde est le premier film pornographique à connaître aux États-Unis, en 1972, une distribution grand public et ainsi « obtenir une audience débordant les salles pornographiques, (…) dans des salles de cinéma ordinaires ».
Certains travaux universitaires attribuant à l'évolution des mœurs, plus particulièrement à la libération sexuelle, le développement d'un cinéma érotique ou pornographique. Ce point de vue déterministe paraît contestable car le cinéma ne constitue pas forcément un miroir plus ou moins fidèle de la réalité sociale ou historique. Lors des décennies précédentes, des films élitistes et anticonformistes comme Orange mécanique de Stanley Kubrick (1971), Les Tricheurs de Marcel Carné (1957), Jules et Jim, de François Truffaut (1962), etc., loin de refléter la réalité sociale observable, proposent des modèles de comportements, dans le domaine des mœurs et des rapports interhumains, comme la violence sexuelle ou l'homosexualité, qui étaient encore insolites dans les sociétés de leur époque.

### En 1974, les féministes américaines et allemandes attaquent la pornographie
Avant de choisir l'option violente terroriste, Ulrike Meinhof, une intellectuelle féministe reconnue et « figure majeure » en Allemagne, occupait même « une position centrale dans la gauche radicale allemande » en tant qu'éditorialiste de la revue critique Konkret. Mais au début des années 1970, elle refuse la nouvelle ligne éditoriale mise en place par son mari, qui entend « mêler politique et érotisme », car elle renvoie l'argument de la libération sexuelle à celui de l'exploitation sexuelle des femmes. Ulrike Meinhof devient alors le cerveau de la « Bande à Baader », où s'implique aussi Gudrun Ensslin, dont Paris Match a diffusé en novembre 1977 une photo dénudée après sa mort, ce qui suscite des protestations dans une affiche publiée par des féministes, qui obtiendront que le magazine soit condamné pour la publication d'images du même type de Joëlle Aubron, d'Action directe, autre groupe terroriste français.

## Innovations dessixties: sociologie, minijupe et pédagogie

### L'apparition des mini-jupes au début des sixties
Le port de la minijupe, développé par la styliste anglaise Mary Quant au début des années 1960 a été rapidement popularisé dans le monde occidental. Devenue un des symboles de la libération de la femme, la minijupe fut l'une des manifestations de l'évolution des mœurs vestimentaires féminines.

### La revuePartisanset les cours de sociologie d'Henri Lefebvre à Nanterre
L'année 1965 voit l'arrivée à l'université de Nanterre de Henri Lefebvre, professeur de sociologie, spécialiste de « la vie quotidienne », venu de Strasbourg. La revue Partisans de l'éditeur François Maspero publie l'année suivante un numéro « Sexualité et répression » qui comprend des contributions des principaux théoriciens de la révolution sexuelle et des enquêtes sur la situation des jeunes et des femmes visant à illustrer la misère sexuelle en déclarant : « Il nous a donc semblé nécessaire de montrer l'importance fondamentale du vieux débat, liberté ou répression, dans la perspective de cette société égalitaire et libertaire que nous souhaitons voir naître un jour ». Dans le sillage de ses étudiants pour cette revue, Henri Lefebvre conçoit pour l'année universitaire 1966-1967 un cours « Sexualité et société ». Ses étudiants du campus de Nanterre, des libertaires et membres de la JCR, fondée en 1966, mènent « une campagne sur le thème de la révolution sexuelle ». Certains de ses étudiants sont influencés par d'autres auteurs, Guy Debord en particulier et la mouvance situationniste en général s'en réclament.

### Les situationnistes Guy Debord et Raoul Vaneigem
En 1966, Mustapha Khayati écrit De la misère en milieu étudiant, avec l'assentiment de Guy Debord, un pamphlet qui provoque le « scandale de novembre-décembre 1966 dans l'Association fédérative générale des étudiants de Strasbourg », dont il s'était fait élire président local.
Deux livres de ses amis suivent un an après : La Société du spectacle de Guy Debord (publié le 14 novembre 1967 initialement chez Buchet/Chastel) et Traité de savoir-vivre à l'usage des jeunes générations de Raoul Vaneigem (publié le 30 novembre 1967 chez Gallimard). Les étudiants s'emparent du premier, critique radicale de la marchandise et de sa domination sur la vie. L'auteur y voit la forme particulière de l'« aliénation » de la société de consommation. Les situationnistes proposent de « dissoudre la société présente pour accéder au règne de la liberté » afin de « vivre sans temps morts et jouir sans entraves ».
Ce mot « jouir » va heurter, choquer. Le journal d'extrême droite Minute mène campagne en évoquant des rumeurs de « sexualité de groupe ». Le quotidien Le Monde énumère les cibles des situationnistes, en fait beaucoup plus nombreuses que la famille : l'Église et la société bourgeoise, l'Université, les professeurs, les étudiants, le léninisme et la révolution chinoise sont moqués.

### Summerhill en Angleterre, Ivan Illich au Mexique
Au même moment, un intérêt pour les pédagogies non-autoritaires est stimulé par la curiosité découlant de recherches éducatives, même si aucun lien avec la révolution sexuelle n’apparaîtra. En 1970, Libres enfants de Summerhill est publié en France aux Éditions Maspero dix ans après sa première publication à New York, suivi en 1971 de Une société sans école d'Ivan Illich (au Seuil). La traduction française du livre d'Alexander Sutherland Neill avoisine les 400 000 exemplaires vendus en dix ans.
L'école libertaire anglaise de Summerhil fondée en 1921 par le psychanalyste libertaire Alexander Sutherland Neill à Summerhill, dans l'Est de la Grande-Bretagne permet aux enfants d'aller en cours quand ils le veulent, ou de casser le matériel. Tout comme le centre de recherches éducatif de Cuemavaca (Mexique) fondé en 1966 par Ivan Illich devient lieu de pèlerinage pour certains hippies de tous les coins du monde. Dans la presse, les critiques portent uniquement sur le fait que les enfants vivent dans une bulle utopique, loin du monde réel de l'entreprise et des associations.
Trente ans après, de rares lieux pour élèves en difficulté et enseignants rebelles à l'institution, tel le lycée expérimental de Saint-Nazaire fondé en 1982 par Gabriel Cohn-Bendit, se réclament encore de Summerhill. Leurs critiques portent sur l'absentéisme et le taux d'échec aux examens, pas sur la sexualité. Les critiques de l'école mexicaine d'Ivan Illich n'abordent pas non plus sur le sujet.

## De 1962 à 1965, la Révolution sexuelle des Jeunes chrétiens
L'évolution sociale et politique des Jeunes chrétiens dans les années 1960 va jouer un rôle dans le mouvement de Mai 68.

### La Jeunesse étudiante chrétienne et son «Cri» de 1964
Au début des années 1960, les dirigeants de l'association Jeunesse étudiante chrétienne (JEC) font appel au journaliste progressiste Georges Hourdin pour créer leur propre journal, Le Cri, qui prend des positions innovantes pour l'époque. Le premier numéro sort en avril 1962, deux mois avant l'indépendance de l'Algérie. Côté protestants, les étudiants en théologie et en lettres prennent le contrôle du Semeur, la revue de la Fédération française des associations chrétiennes d'étudiants (FFACE). Ces derniers publient en 1963, un numéro zéro qui critique, dans un article de Jean Baubérot sous pseudonyme, l'éthique protestante en matière de sexualité.
En mars 1964, Le Cri consacre un numéro spécial à l'amour en s'appuyant sur une étude statistique et un recueil de témoignages. C'est l'année de la déconfessionalisation de la CFTC, devenue CFDT. L'éditorial du Cri, dans ce numéro, dénonce la marginalisation des couples cohabitant alors qu'ils sont encore non salariés, leurs conditions de vie et la désapprobation morale qu'ils suscitent dans la société et l'Église.
Le journal dénonce aussi le rôle de l'Église catholique dans l'impréparation sexuelle : « un certain nombre de jeunes couples, et parmi eux des catholiques, mettent en question le droit des Églises à se saisir de leur situation sexuelle ». Un article proclame même que « la libération de la femme, capable de mener une vie sexuelle libre, est d'une importance capitale ». Il dénonce le mariage comme seule forme légitime de vie commune, salue les moyens de contraceptions chimiques et veut rompre le lien systématique entre acte sexuel et reproduction.

### La Jeunesse ouvrière chrétienne coupée en plein élan en 1968
Depuis le début des années 1960, la Jeunesse ouvrière chrétienne organise des cours d'éducation sexuelle. Au Conseil national de 1962, à la suite du dépouillement du questionnaire sur « l'amour dans la vie ouvrière », une motion sur « le problème de l'amour dans la vie ouvrière » déplore que « 80 % des jeunes travailleuses n'ont aucune initiation en tout ce qui concerne une évolution de leurs corps et tout ce qui touche à l'amour ». La même année, après deux ans d'expérimentation, le Conseil national du mouvement chrétien de jeunes décide de la constitution officielle de « comités d'action » au sein même des entreprises ou des écoles pour répondre aux problèmes spécifiques : l'un des quatre thèmes est « l'initiation sexuelle », dans une société où 66 % des jeunes de 16 à 24 ans interrogés en 1961 considèrent que les pratiques sexuelles avant le mariage sont normales ou positives. Une plaquette « Psychologie de la fille et du gars » est incluse dans la pochette d'éducation sexuelle donnée aux militants.
Jusque là, des livres comme Des enfants malgré nous, de Jacques Derogy (1956), ou La grand'peur d'aimer, de Lagroua Weill-Hallé, fondatrice du Mouvement français pour le planning familial (1960), avaient plutôt témoigné de l'impréparation des couples à la sexualité, du désarroi face aux maternités non choisies, et du refus médical d'aider les femmes en détresse. La JOC se base ensuite sur la « détresse propre aux milieux populaires et ouvriers » pour « surmonter la réserve proprement catholique, selon laquelle il revient aux familles d'être les premières éducatrices » en matière sexuelle.
L'éducation sexuelle est un des nombreux thèmes de la grande manifestation appelée « rassemblement Paris 1967 » qui compte 50 000 participants. Parmi les festivités, le "Gala de la Jeunesse Ouvrière Chrétienne" dans un cirque, du 16 avril 1967, au moment où le gouvernement prépare un « Livre Blanc sur la jeunesse » destiné à freiner l'influence croissante de la gauche et des syndicats dans les associations de jeunesse et les Maisons des jeunes et de la culture. Ce « Libre blanc sur la jeunesse » sera rendu public en novembre 1967, au moment de la montée du mécontentement social. Le gala festif du 16 avril 1967 sera suivi par un rassemblement de la Jeunesse ouvrière chrétienne (JOC), le 30 juin 1967, au Parc des Princes, un stade de football à Paris.
Le mouvement est alors principalement composé d'adolescents et de très jeunes adultes. La JOC de 1967 se questionne sur la possibilité de devenir un mouvement mixte. La création du secrétariat à la Jeunesse et des Sports en 1963, devenu ministère en décembre 1965, puis en 1964 du Fonds de coopération de la jeunesse et de l'éducation populaire (FONJEP) témoigne de l'investissement grandissant de l'État, qui aide à la création de 430 postes salariés dans les associations de son secteur. Mais l'année 1968 apparaît comme un tournant dans ces subventions, qui s'assèchent. Après 1968, la puissance publique choisit de réorganiser la politique de la jeunesse vers le « culturel » plutôt que le « socio-culturel », les Maisons des jeunes et de la culture (MJC), elles-mêmes critiquées dans la majorité gaulliste, et le secteur sportif municipal plutôt que les mouvements subventionnés.

### Les déceptions de Vatican II après l'avancée protestante de 1964
Après le recul d'une moralité à caractère patrimonial fondée sur la tradition de chasteté judéo-chrétienne au cours des années 1960, des préceptes comme le « croissez et multipliez » de la Genèse, deviennent aussi controversés dans des pays développés (Europe du Nord, États-Unis)[réf. nécessaire].
Le 6 décembre 1964, le Conseil National de l'Église Réformée de France déclare légitime les méthodes contraceptives.
Du côté catholique, le concile Vatican II déçoit car il ne prend aucune décision au sujet de la contraception, malgré son engagement sur le terrain social. Alors que plusieurs voix s'étaient fait entendre à différents niveaux de l'Église catholique afin d'autoriser la pilule, le pape Paul VI publie, le 25 juillet 1968, l'encyclique Humanae vitae dans laquelle il condamne la contraception. Sur ce point, la Doctrine de l'Église catholique sur la sexualité n'a pas changé. Une déclaration qui marque un décalage entre libéralisme social catholique et malthusianisme protestant.

### Le retour en arrière après le coup d'État de 1966 en Argentine
Dès les années 1960, le droit d'une femme à un avortement suscite des réactions d'activistes traditionalistes contre des avortements de la « pro-vie » contre les « pro-choix ». La libération sexuelle, couplée à l'individualisme, suscite ainsi parfois un courant réactionnaire puissant, qui s'incarne par exemple dans la dictature de la Révolution argentine (1966-1973), influencée par le national-catholicisme. La politique est ainsi imbriquée dans des questions sexuelles connexes, appelées la « politique du sexe ».

## Années 1960 et 1970: la libération du poids des grossesses non choisies
Plus que de « révolution sexuelle », les féministes du début des années 1970 parlent plutôt de « libération sexuelle », mais au sens de libération de la peur des grossesses non choisies qui se sont multipliées depuis les années 1960 car la contraception orale est toujours interdite aux moins de 21 ans et le restera jusqu'à la fin 1974, même si le pragmatisme des gouvernements sous le président Pompidou les a amenés à fermer les yeux sur le sérieux travail de prévention fait par le Planning familial, à partir des décrets d'application de la loi Neuwirth de 1967, très attendus par les féministes.
En France comme en Allemagne ce sont des personnalités féminines en lien avec les syndicats qui font avancer le progrès en matière de contraception orale. En Allemagne Alice Schwarzer, Helke Sander et Sigrid Rüger, et en France Gisèle Halimi, Simone Iff et Suzanne Képès.

### La lutte pour le droit à l'avortement en Allemagne
En Allemagne, le « coup de tomate de 1968 », dope la notoriété et le prestige des féministes Helke Sander et Sigrid Rüger. La première réussit une bataille pour légaliser l'avortement en Allemagne un peu avant la France. Dès janvier 1968, elle avait lancé les premières crèches permettant aux jeunes femmes d'entrer sans trop de souci dans la vie professionnelle et sans se ruiner après une maternité. En 1970, seize professeurs présentent un premier projet de réforme de l'article 218 du Code Pénal régissant le Droit de l'avortement en Allemagne. Le 6 juin 1971, deux mois après un événement similaire en France, la couverture d'un grand magazine, le Stern, montre les visages d'une vingtaine de femmes qui avouent ouvertement : « Nous avons avorté ». À l'intérieur du journal on trouve 374 signatures de femmes qui disent avoir commis le même « crime », qui peut être condamné de une à cinq années de réclusion.
Le combat d'Helke Sander se poursuit avec la journaliste Alice Schwarzer, qui importe l'idée en France d'un MLF. Elle se bat pour l'avortement et la contraception en 1971 et 1972 fait évoluer les mentalités dans une Allemagne encore très conservatrice.
Le 26 avril 1974, la Diète fédérale adopte la loi légalisant l'IVG durant les trois premiers mois de la grossesse après une consultation préalable, mais les menaces de recours constitutionnel de la droite, brandies depuis 1970, se concrétisent et 193 parlementaires obtiennent satisfaction pour déclarer la loi anticonstitutionnelle. En 1975, les femmes du groupe terroriste allemand les Cellules révolutionnaires, qui se transforme en 1977 en un groupe non-mixte, les Rote Zora, commettent une série d'actions violentes pour protester contre le rejet de la réforme de l'article 218. Elles posent notamment en mars 1975 une bombe devant la Cour suprême de Karlsruhe. Elles dénoncent l'utilisation des femmes comme produit de consommation courante. Leur choix d'utiliser la violence se veut « articulé à une perspective féministe radicale » et elles dénoncent le concept de guérilla car il « vise à conquérir le pouvoir avec des formations militaires. Nous ne voulons pas conquérir mais détruire le pouvoir patriarcal ».
Une nouvelle version doit donc être adoptée le 12 février 1976. La lutte contre l'article 218 du code pénal, qui interdisait l'avortement, prend surtout de l'ampleur dans les villes déjà au centre d'un engagement féminin en 1968 (Berlin, Munich, et Francfort). Les réseaux de groupes de femmes et de crèches anti-autoritaires établis en 68 ont eu un effet positif pour la formation du mouvement d'importance appelé « campagne 218 ».

### The Joy of Sexet les «manuel de sexualité» de 1972 et 1975
L'année 1972 est marquée par The Joy of Sex (en traduction française : Les Joies du sexe) d'Alex Comfort, manuel de sexualité avec une description visuellement explicite des rapports sexuels, édité pour le grand public. En 1975, Zeig Mal! (Show Me! (en) en traduction anglaise) de Will McBride, est écrit avec la psychologue Helga Fleichhauer-Hardt pour des adolescents et leurs parents. Ces livres ont un certain nombre de points communs : concrets, éducatifs, et conçus pour un lectorat traditionnel. Leurs auteurs sont invités dans des spectacles, télévisés ou non, de fin de soirée.
Plusieurs décennies plus tôt, des livres comme What Every Girl Should Know de Margaret Sanger (1920) et A Marriage manual, a practical guidebook to sex and marriage (Hannah et Abraham Stone, 1939) avaient déjà cassé le silence total dans lequel beaucoup de gens, de femmes en particulier, ont grandi.

### Mourir d'aimeret le Groupe information santé
Charles Aznavour se trouve en France lors du suicide en septembre 1969 de Gabrielle Russier, mère célibataire et professeure de lettres dans les quartiers nord de Marseille, une tragédie, qui l'a révolté : il s'attelle dans la foulée à la chanson Mourir d'aimer, qui fait tout d'abord un tabac. Puis c'est André Cayatte qui tourne en 1970 le film Mourir d'aimer inspiré de l'histoire vraie de cette professeure condamnée à un an de prison avec sursis pour enlèvement et détournement de mineur après une liaison amoureuse de plus d'un an avec Christian Rossi, son élève âgé de 17 ans et demi. Annie Girardot est en une du magazine L'Express du 15 février 1971, à la sortie du film, qui fait polémique mais devient peu à peu un grand succès, avec 5,9 millions d'entrées.
Au moment de la sortie du film, en février 1971, Jean Carpentier, médecin à Corbeil, qui a voulu aider deux adolescents affectés par les remontrances subies pour s'être embrassés dans le lycée est interdit par le conseil de l'ordre d'exercer son métier pendant un an, puis condamné par la justice pour « outrage aux bonnes mœurs » pour un tract intitulé « Apprenons à faire l'amour », ensuite distribué au printemps 1971 à Corbeil et dans les lycées de France par le médecin Pierre Jouannet et ses amis du Groupe information santé. Nicole Mercier, professeur de philosophie à Belfort, a accepté, à la demande de ses élèves de commenter ce tract et fait l'objet d'une plainte de la part d'un parent d'élève puis est inculpée d'outrage aux bonnes mœurs mais bénéficiera d'un non-lieu après avoir reçu en 1972 le soutien du Sgen CFDT.

### Le manifeste des 343, et les débuts du MLF

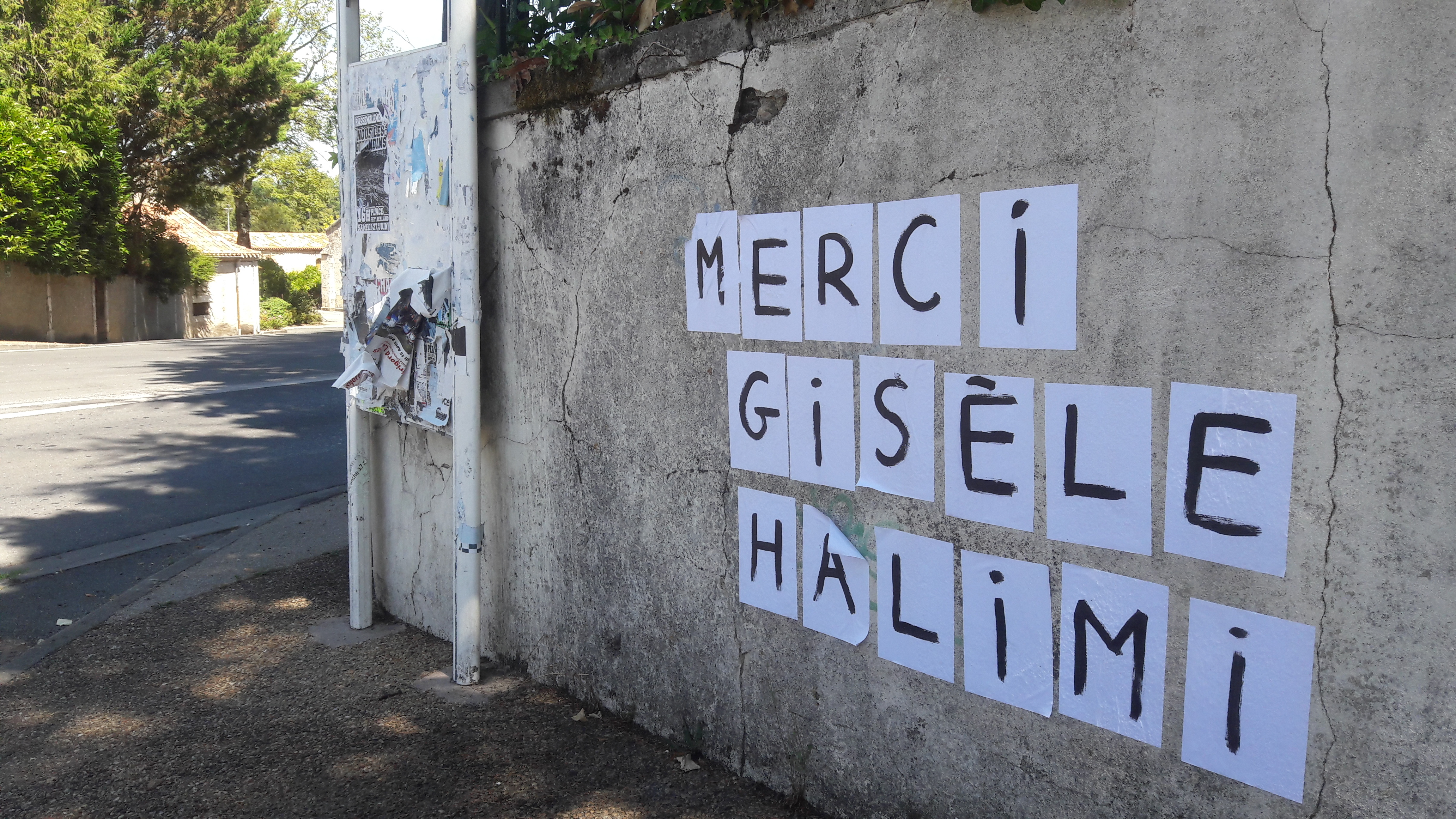
Collage en hommage à Gisèle Halimi à Marsac-sur-l'Isle.

En mars 1971 une version allemande du MLF organise son premier congrès à Francfort.
Puis le 5 avril 1971, c'est le manifeste des 343 « salopes », réunies par Simone de Beauvoir sur le droit à l'avortement et en mai 1971 le premier numéro du journal du MLF, Le torchon brûle. Le 6 juin 1971 la « une » du magazine allemand Stern affiche, à son tour, 374 femmes qui ont avorté. En juin aussi, l'association Choisir la cause des femmes est fondée par Gisèle Halimi et Simone de Beauvoir. Le 20 novembre 1971 verra première manifestation publique du MLF.

### Les réformes Chaban-Delmas
L'année 1972 voit l'affaiblissement du Premier ministre Jacques Chaban-Delmas, dont le projet de « Nouvelle société » inspiré par Jacques Delors inquiète. Les gaullistes conservateurs comme Marie-France Garaud et Pierre Juillet lui reprochent d'avoir nommé un progressiste, Pierre Desgraupes, à l'ORTF. Face à une campagne de presse sur sa déclaration fiscale lancée le 15 février 1972, Jacques Chaban-Delmas contre-attaque par deux annonces: l'autorisation du stérilet, sous certaines conditions et le décret du 24 avril 1972, attendu depuis la loi Neuwirth de 1967, qui crée les centres de planifications et d'éducation familiale (CPEF), permettant un accès libre, gratuit et surtout anonyme à toute contraception. Ces CPEF peuvent être mis en place par des collectivités locales ou des hôpitaux, et plus seulement des associations à l'approche non-médicale. Leur vocation devient plus large et ambitieuse. Ils peuvent assurer des « consultations médicales relatives à la maîtrise de la fécondité », et surtout la « délivrance à titre gratuit, des contraceptifs, aux mineurs désirant garder le secret » ainsi que le « dépistage et traitement de maladies transmises par la voie sexuelle ». En 1980, ils devront aussi disposer d'une personne compétente en conseil conjugal et familial,. Fin 1972, le ministère de l'Éducation nationale promet une réforme créant une information sexuelle à partir de la rentrée 1973 dans les programmes de biologie du secondaire, alors qu'une proposition de loi identique du député UDR de la Loire[Qui ?] - qui n'a fait l'objet d'aucune étude du gouvernement -, arrive trop tard au Sénat pour y être examinée.

### Le rapport du docteur Simon
Le début de l'année 1972 voit aussi publiée l'enquête sur la sexualité et la contraception du docteur Pierre Simon, à base d'entretiens menés durant l'été 1970, auprès de 2 625 personnes de 75 départements. Pierre Simon, président du collège médical du Mouvement français pour le planning familial et fondateur de l'Association nationale pour l'étude de l'avortement, était depuis décembre 1969 conseiller technique au cabinet du ministre de la Santé publique et de la Sécurité sociale Robert Boulin.
L'enquête française, qui dit s'inspirer de l'enquête suédoise de 1969, se différencie des enquêtes américaines, car elle « s'inscrit au contraire dans un mouvement de libération des mœurs. Elle souhaite porter un regard sur la « sexualité contraceptée » mais se limite au cadre conjugal et exclut ainsi les mineurs ». Le rapport, préfacé par un ministre en exercice, bénéficie d'une diffusion sans précédent. Il est présenté à l'émission télévisée Actuel 2, diffusée à une heure de très grande écoute ; « on s'étonna du peu d'empressement des Françaises à utiliser les moyens contraceptifs » et « se querella à propos d'une révolution sexuelle introuvable ».
À la différence du rapport Kinsey, les deux études s'appuient sur un échantillon représentatif, constitué avec 2 389 personnes par l'IFOP. En 1973, Simone de Beauvoir indique que seulement « 7 % des Françaises utilisent des méthodes contraceptives officielles », en raison d'une carence en matière d'information sur le sujet. Claudine Escoffier-Lambiotte, titulaire d'un triple doctorat en médecine (Belgique, États-Unis, France), qui inventa le journalisme d'information médicale pour Le Monde entre 1956 et 1988, regrette cependant l'absence de comparaison avec les rapports Kinsey de 1948 et 1953 et les effectue dans un long article, observant que « le Français de 1972 trompe son conjoint avec la même fréquence, rythme sa vie sexuelle de la même façon que l'Américain des années 30 en recourant aux mêmes techniques, et sans attendre le mariage dans une proportion de cas sensiblement analogue ».
Elle note que l'âge de la première initiation sexuelle « s'est cependant abaissé : 59 % des jeunes Françaises l'ont connue avant leur majorité, contre 36 % de leurs mères et 25 % des Américaines de 1945 », sans empêcher le fait que « 67 % de ces jeunes émancipées françaises ont connu leur première expérience sexuelle avec leur conjoint ou leur futur conjoint », avant de conclure que « la parole appartient à présent à l'État », et de demander que « législateurs, médecins, éducateurs et responsables sociaux, prennent conscience de leur responsabilité » face aux revendications féministes pour que la contraception soit rendue plus accessible dans les milieux populaires.
L'étude montre notamment qu'une majorité d’ouvriers accorde toujours le plus grand prix à la virginité pour les filles, ce qui fait dire que « la révolution sexuelle n’est pas là » dans les milieux militants.
Concernant l'infidélité, alors que 28 % des femmes américaines déclaraient avoir trompé leur mari, c'est le cas de seulement 11 % des Françaises, tandis que chez les hommes, les proportions sont plutôt équivalentes (30 % en France en 1970 et 27 à 37 % aux États-Unis avant guerre). Le rapport montre aussi que le premier rapport s'effectue sans aucun moyen contraceptif pour la très grande majorité des jeunes.

### Le procès de Bobigny, gagné par Gisèle Halimi en 1972
Le procès de Bobigny en octobre et novembre 1972 à Bobigny (Seine-Saint-Denis) est préparé par une année de mobilisation des intellectuels par Gisèle Halimi et Simone de Beauvoir les deux corédactrices du manifeste des 343 en avril 1971. Cinq femmes y furent jugées : une adolescente de 16 ans qui a avorté à l'automne 1971 après un viol, et quatre femmes majeures, dont sa mère, pour complicité ou pratique de l'avortement. Ce procès pour avortement bénéficie d'une énorme couverture de presse: le 11 octobre 1972, L'Humanité met comme surtitre « Marie-Claire » sur chacun de ses articles en lien avec l'affaire. Les autres journaux parlent aussi de l'« affaire Marie-Claire ». L'utilisation de son prénom la protège tout en devenant un signe de reconnaissance ». La presse, y compris le journal La Croix, fait d'elle une héroïne bien malgré elle. Le Figaro du 23 novembre 1972, fait sa une sur « l’avortement en question » et fait témoigner un médecin, le professeur Paul Milliez, et un prêtre, Michel Riquet. Pour eux, l'avortement devient nécessaire parfois, lorsqu’il s’agit de sauver la vie de la mère. Le lendemain du procès, France-Soir publie sur sa une la photo du professeur Milliez avec en titre « J'aurais accepté d'avorter Marie-Claire ».
Le 11 octobre 1972, Gisèle Halimi évoque la foule dehors qui scande « L'Angleterre pour les riches, la prison pour les pauvres ! ». Une manifestation du MLF et de Choisir avait été organisée quelques jours plus tôt, et brutalement réprimée sur consigne du ministre de l'Intérieur. Pendant l'audience, le procureur émet des doutes sur la réalité du viol de la jeune fille, s'étonnant qu'elle ne soit pas allée le signaler à la police. Après le huis clos du procès, le jugement est rendu en audience publique – l'actrice Delphine Seyrig et plusieurs manifestantes peuvent ainsi y assister. Marie-Claire est relaxée, parce qu'elle est considérée comme ayant souffert de « contraintes d'ordre moral, social, familial, auxquelles elle n'avait pu résister ».

### Débats sur l'avortement et la contraception en France
En 1970-1972, le débat s'intensifie sur l'avortement et la contraception, qui évoluent sur le plan technologique. Le rapport Simon de 1972 estime ainsi que l'année 1973 verra l'abandon de la première génération de stérilets (linéaires) permettant un maintien en place supérieur et une efficacité plus grande, tandis que de nouvelles préparations hormonales contraceptives sont vantées par le professeur Étienne-Émile Baulieu, de l'hôpital Bicêtre à Paris. Une enquête sur la clientèle de dix gynécologues, dévoilée lors d'une journée d'études sur « la contraception pour les Françaises en 1973 », organisée par la revue des médecins membres du Planning familial et réunissant 600 médecins le 11 novembre 1970 à la faculté de médecine, montre que, sur 1 030 femmes qui ont utilisé la pilule, 201 ont eu des manifestations pathologiques et 199 l'ont abandonné, tandis que sur 485 femmes utilisant 8 modèles différents de stérilets, 130 complications, dont 59 expulsions et 15 grossesses ont été constatées.
Le 29 juin 1970, une proposition de loi du docteur Claude Peyret (UDR), proche du Premier ministre Jacques Chaban-Delmas, envisage l'extension des indications de l'interruption de la grossesse. Le professeur Jean-Louis Lortat-Jacob, nouveau président de l'ordre national des médecins, consulté, décide de l'approuver mais renouvelle son attachement à « la préservation du principe essentiel de respect de la vie ». Un sondage IFOP révèle qu'une écrasante de Français jugent l'avortement légitime pour toutes les raisons médicales et en cas de viol ou d'inceste. Un autre, auprès du corps médical français, montre que 3 % seulement des psychiatres et gynécologues estiment qu'un représentant du conseil de l'Ordre aurait à donner son avis et qu'une majorité très importante souhaite un élargissement de la loi. Une évolution de l'opinion publique et de l'opinion médicale identique à celle des pays étrangers, « où elle a conduit depuis quelques années à d'importants remaniements législatifs » souligne alors[Qui ?], en rappelant que depuis 1967, 15 États américains y ont répondu par des législations plus libérales. Le Monde note que la France fait partie, avec cinq autres pays, Espagne, Portugal, Italie Grèce et Belgique, des pays qui ont l'attitude la plus répressive sur l'avortement, déjà entièrement libre au Danemark, Finlande, Japon, dans les pays de l'Est et dans trois États américains.
Le 14 mai 1972, c'est la fondation officielle du Groupe information santé (GIS), dont le premier bulletin relaie d'abord l'appel de médecins de Lyon, dénonçant le saturnisme chez Peñarroya puis couvre la première démonstration de l'avortement par la méthode de Karman en France, dans l'appartement de Delphine Seyrig en août 1972, en présence de Harvey Karman, de militantes du MLF et de Pierre Jouannet, qui pousse le GIS[style à revoir] à pratiquer des avortements en masse. Un groupe de médecins à Grenoble, menés par Annie Ferrey-Martin, qui a appris la méthode de Karman en Angleterre au cours du même été, et l'association Choisir la cause des femmes, fondée en juillet 1971 par Gisèle Halimi et Simone de Beauvoir, fait de même. Les deux groupes lancent le manifeste des 331 médecins pratiquant des avortements, cette fois en France, dans Le Nouvel observateur du 3 février 1973. Il actualise le manifeste des 343 femmes ayant avorté, bien souvent à l'étranger, rédigé par Gisèle Halimi et Simone de Beauvoir et publié en avril 1971.

### L'action du Planning familial, avec les syndicats
Entre-temps, le MFPF participe à la diffusion de la pilule, souvent discrète, sur fond d'émergence d'un nouveau féminisme. Dès 1969 il a lancé un groupe de travail « Information éducation sexuelle » (IES) avec la FEN, la Mutuelle générale de l'Éducation nationale (MGEN), la Ligue de l'enseignement et la Fédération des conseils de parents d'élèves, qui vise à éduquer les adolescents à la sexualité, en instaurant des relais dans les établissements scolaires.
Depuis 1971, il est agréé mouvement d'éducation populaire, mais non d'utilité publique. Lorsque le décret du 24 avril 1972 autorise la contraception et la création de centres d'information et de planification, un courant du MFPF considère l'objectif atteint, mais d'autres (dont Sylvie Franco, la secrétaire générale adjointe, Jean Gondonneau, le secrétaire général adjoint, Simone Iff, la vice-présidente, et Suzanne Képès), veulent qu'il soit appliqué dans tous les milieux sociaux et se rapprochent des syndicats (CGT, FO et surtout CFDT), afin d'investir les entreprises pour y diffuser l'information sur la sexualité, via les comités d'entreprise, en bénéficiant du pacte d'Union signé début 1974 entre la CGT et la CFDT, qui a bientôt une déclinaison dans le domaine du féminisme, sous l'impulsion de la CFDT. De nombreux comités d'entreprise deviennent des points d'information sur la contraception permettant sa diffusion chez les employés et les ouvriers avant même que soit initiée la procédure menant à une loi la rendant légale y compris pour les mineurs.

## Des féministes sceptiques sur la notion de «libération»

### Les révélations du rapport de Shere Hite aux États-Unis
Le rapport Hite sur la sexualité humaine est publié en 1976 par la sexologue Shere Hite sur la base d'une étude statistique de grande ampleur menée de façon anonyme auprès des femmes américaines (et des hommes par la suite). Il a fait scandale par ses conclusions très éloignées des représentations contemporaines concernant les pratiques sexuelles et leur fréquence dans la population.
La principale conclusion de Shere Hite, dont le livre a été publié à vingt millions d'exemplaires et en treize langues, est que « La plupart des femmes parviennent à l'orgasme toutes seules ». Elle ajoute « En Europe, on a déduit que les hommes américains étaient de mauvais amants ». D'après Pascale Nivelle dans le quotidien Libération, le premier rapport Hite a surtout plu aux femmes.

### La critique du sexe sans désir et l'élitisme
Des féministes ont très tôt relativisé le progrès apporté par la contraception orale, ayant estimé que s'est imposé dans certaines catégories d'âge le fait qu'il faille coucher, même sans désir, pour avoir l'air libéré, ce qui ne semble plus guère un progrès par rapport à l'époque où il fallait coucher, même sans désir, pour procréer.
Le slogan Vivre sans temps mort, jouir sans entraves est ainsi peu à peu dénoncé pour son ambiguïté, comme une formule totalement creuse car passant à côté de la question du désir et de la liberté des êtres en tant que sujets. Il est même parfois interprété comme une injonction de jouissance normative, inscrite dans une vision traditionnelle de la sexualité masculine, ou d'avoir permis de banaliser, dans le cadre d'une vision libérale et capitaliste, l'industrie du sexe.
Ce sentiment monte à la fin des années 1970, à mesure qu'une élite parisienne semble vouloir confisquer le progrès social pour en retirer les aspects de justice sociale et mettre seulement en avant la « libération sexuelle », par exemple quand une émission de télévision de la série Les Dossiers de l'écran, titrée « 68 dans le Monde » et diffusée le 12 mai 1978, occulte entièrement les grèves pour se limiter au « délire verbal ». Au début des années 1970, le mouvement féministe dit « lutte des classes » mettait plutôt en avant les thématiques sociales (droit au travail social, droit aux garderies, égalité des chances dans l'emploi, l'éducation, les salaires, l'avortement libre et gratuit).

## La libération homosexuelle

### Les suites des émeutes de Stonewall à New-York
Les émeutes de Stonewall du 27 juin 1969 sont une étape importante pour le Militantisme homosexuel. Affrontant pendant plusieurs jours la police venue faire une descente dans un bar gay de Greenwich Village, des homosexuels, des travestis, des transgenres et des transsexuelles new-yorkais ont, pour la première fois, défié le pouvoir, les autorités et la société en général pour s'affirmer.
Dans la foulée plusieurs mouvements se créent pour fédérer cette nouvelle fierté homosexuelle. Le Gay Liberation Front naît aux États-Unis en 1969. Au Québec, mars 1971 voit la création du Front de libération homosexuel. En 1971, en France, influencé par le gauchisme post-soixante-huitard, naît le Front homosexuel d'action révolutionnaire.Un groupe principalement composé de féministes lesbiennes interrompt le meeting à la Mutualité de « Laissez-les vivre », puis le 10 mars, le même groupe intervient violemment lors de l'enregistrement en public d'une émission de Menie Grégoire (sur RTL) consacrée à « Ce douloureux problème, l'homosexualité », émission qui doit être suspendue. Le groupe se constitue en association le soir même, sous le nom de « Front humanitaire Anti-Raciste » (FHAR), qui devient très vite le Front homosexuel d'action révolutionnaire, rassemblé autour de Guy Hocquenghem, fondateur du mensuel Tout !, dont Jean-Paul Sartre est le directeur. Ses slogans proclament avec humour : « prolétaires de tous les pays, caressez-vous ! » ou, plus ciblé : « lesbiennes et pédés, arrêtons de raser les murs ! ». Le FHAR revendique la subversion contre l'État « bourgeois et hétéropatriarcal » et lutte contre l'« hétérosexisme ».
L'inscription progressive dans le droit de l'égalité des couples homosexuels se fait en parallèle à l'égalité juridique acquise progressivement par les femmes au sein de sociétés occidentales.

### Le numéro de la revuePartisanset le livre de Jos Van Ussel
Un deuxième numéro de Partisans sur le même thème paraîtra en 1972. Il accorde une section importante à la répression de l'homosexualité. C'est l'une des rares tentatives de réflexion qui traite conjointement des homosexuels et des « hétérosexuels ». L'aiguillon est venu des premiers, en particulier l'intellectuel homosexuel Guy Hocquenghem. Le Rapport contre la normalité (manifeste du Front homosexuel d'action révolutionnaire, ou FHAR) est paru l'année précédente, en 1971, et s'inscrit aussi dans le courant révolutionnaire, dont il critique le conformisme sexuel et la phallocratie. « Si donc nos rapports homo-sexuels sont par définition la négation de certains rapports sociaux constitutifs du patriarcat et du capitalisme, pourquoi n'avons-nous pas toujours été une force révolutionnaire ? ».
En 1972, paraît aussi en France la traduction de Histoire de la répression sexuelle, l'ouvrage de l'historien belge Jos van Ussel, pour qui construire la question de la sexualité sous l'angle de la répression sexuelle est un point de vue historiquement déterminé et inscrit dans la perspective d'une action de transformation sociale et psychologique. Jos Van Ussel défend la thèse selon laquelle la répression sexuelle serait beaucoup plus liée à l'industrialisation et à l'embourgeoisement de la société occidentale qu'à l'influence de l'Église.

### Le «Nouveau désordre amoureux» en 1977 après Matzneff en 1975
En mars 1976, le Premier ministre Jacques Chirac, promoteur d'un « travaillisme à la française » cède la place à Raymond Barre, pour une cure d'austérité, les « plans Barre », qu'il faut adoucir par une politique plus modérée sur les « questions de mœurs », en prenant appui sur la popularité des réformes de janvier 1975 par lesquelles Simone Veil avait légalisé l'avortement et la contraception, y compris pour les mineures.
Pour faire passer la pilule de la réforme de l'ORTF, qui a causé le départ de dizaines journalistes contestataires, l'antenne est ouverte à des artistes et essayistes considérés comme libéraux sur les questions de société. Parmi eux, Pascal Bruckner et Alain Finkielkraut, qui prend la défense de la prostitution et de l'ouvrage, jusque-là très violemment contesté de Tony Duvert sur la pédophilie. Ce livre « provoque le scandale », reconnaissent en 1977 Pascal Bruckner et Alain Finkielkraut dans Le Nouveau Désordre amoureux, mais pour le déplorer et inviter leurs lecteurs à s'en inspirer.
Le livre de l'écrivain conservateur Gabriel Matzneff, Les Moins de seize ans, a lui « fait scandale » sur la pédophilie à Apostrophes du 12 septembre 1975, une des premières éditions de l'émission littéraire créée quelques mois plus tôt. Il choque « à droite comme à gauche et les bien-pensants ne supportèrent pas », affirment ses admirateurs, tandis qu'un père de famille, choqué, porte plainte,,. L'émission a choqué dans l'opinion et un autre invité, Daniel Cohn-Bendit, auteur d'un livre abordant aussi ce sujet échoue finalement venir sur le plateau de télévision, faute d'avoir obtenu l'autorisation d'entrer sur le territoire français. Le gouvernement ne souhaitant pas raviver le débat sur cette interdiction de territoire, impopulaire, ni sur la censure à l'ORTF, le livre de Daniel Cohn-Bendit est très peu évoqué dans la presse.
Daniel Cohn-Bendit sera de nouveau invité dans Apostrophes en mai 1977, puis en avril 1982, la seconde fois pour parler à nouveau de ce sujet.

### L'enquête de l'historien Régis Revenin
Les schémas diffusés par les militants homosexuels des années 1970, reflétant « le point de vue de leur milieu social d’origine, la bourgeoisie » ont été pris « à contre-pied » par une enquête de l’historien Régis Revenin, recoupant 70 entretiens oraux, des sondages d’opinion et des enquêtes sociologiques, avec le dépouillement de la presse adolescente ou d'archives judiciaires, montrant qu'avant les années 1970, tous les homosexuels « ne vivaient pas dans la honte et la clandestinité », car dans les milieux populaires beaucoup « assumaient, s’affirmaient publiquement, draguaient dans la rue », via une « étonnante visibilité de l’homosexualité adolescente ». Il prend notamment pour exemple un article paru dans Paris-Presse-L’Intransigeant en novembre 1960, décrivant les efforts du gouvernement pour réprimer ces pratiques. Une « fièvre homosexuelle de l’après-guerre » fait même partie des découvertes inattendues de l’historien, publiées dans son livre. Au-delà des homosexuels, l'enquête montre que ls garçons de classes populaires avaient « des pratiques sexuelles assez libres et multiples », tandis que « familles et entourages les encouragent à avoir des expériences avant le mariage ».

## Dans les milieux artistiques: des affaires d'abus sexuels
Le concept de « révolution sexuelle » a aussi suscité des critiques contre les affaires d'abus sexuels s'étant produites ans les milieux artistiques et dénoncées, à partir des années 1960 dans de nombreux pays.

### Réprobation contre Polanski, Eva Ionesco protégée par la DDASS
Aux États-Unis, en 1977, le cinéaste Roman Polanski plaide coupable pour rapports sexuels illégaux avec une mineure de treize ans Samantha Geimer. Une première séance de prise de vues avait eu lieu le 20 février 1977 près du domicile de l'adolescente à Woodland Hills, sur les hauteurs de Los Angeles. Par le biais d'une transaction avec la plaignante, il n'est condamné qu'à 90 jours de prison puis libéré sous caution. Ayant découvert qu'il risquait une peine de prison d'une durée de cinquante années aux États-Unis, il fuit vers la Grande-Bretagne puis en France en 1978.
À peu près au même moment, un autre scandale éclate en Italie, puis en France et en Espagne : Eva Ionesco est la plus jeune modèle ayant posé nue pour Playboy, à l'âge de onze ans dès octobre 1976 dans l'édition italienne du magazine, sur une plage, puis en février 1977, dans l'édition française et en couverture du Der Spiegel du 23 mai 1977 et encore en novembre 1978 dans l'édition espagnole du magazine Penthouse. Dès l'âge de treize ans, en 1978, Eva Ionesco est retirée à la garde de sa mère et confiée à la DDASS du centre d’Orsay-Ville. L'adolescente passera un temps en maison de redressement à la suite de tentatives de vol et fugue.

### Hamilton, Blier et Bertolucci
L'animatrice française de télévision Flavie Flament déclare à la publication de son second roman, en 2016, intitulé La Consolation, avoir été violée en 1987, à l'âge de treize ans, par le photographe de charme britannique David Hamilton.

#### Le Dernier Tango à Paris
Plus âgée, Maria Schneider avait 19 ans quand elle a subi un simulacre de viol lors du tournage du Dernier Tango à Paris, qui choque particulièrement l'opinion publique. Le film fut très critiqué, et même attaqué, lors de sa sortie en salles en 1972 et interdit aux moins de 18 ans. Associations familiales et critiques cinématographiques se déchaînent et le qualifient de débauche pornographique.
L'actrice Maria Schneider racontera plus tard la mauvaise surprise du simulacre d'une scène de viol filmée en direct. Ce long-métrage était entré dans l'histoire pour la scène où la jeune femme est violée, sodomisée dans une cuisine, avec l'utilisation d'une motte de beurre en guise de lubrifiant. Trois décennies après le scandale autour du film à l'époque, Maria Schneider a expliqué dans une interview au Daily Mail en 2007 avoir été révoltée et se sentir encore « humiliée » et « violée », car selon elle cette scène de sexe n'était pas dans le scénario original et a été imposée en cours de route par la star Marlon Brando, qui ne l'a prévenue que juste avant qu'on filme cette scène, lui faisant regretter de ne pas avoir pu faire venir son avocat sur le tournage.
Bertolucci reconnaît en 2013 avoir ajouté la scène de viol au tournage sans avoir prévenu la jeune comédienne, mais se rétracte en 2016 : « Je voudrais, pour la dernière fois, clarifier un malentendu ridicule qui continue à être rapporté à propos du Dernier tango à Paris dans des journaux du monde entier. Certains ont pensé et pensent que Maria n'avait pas été informée de la violence subie (dans la scène). Faux ! Maria savait tout parce qu'elle avait lu le scénario où tout était décrit. La seule nouveauté était l'idée du beurre ».

#### Blier:Les Valseuses
Le film français Les Valseuses marque l'avènement du sexe montré sur grand écran dans lesquels le désir féminin est laissé de côté, rappelle l'historienne et spécialiste des violences sexuelles et sexistes Malka Marcovich, raillant aussi le fait qu'à l'époque, pour certains, « Être jeune, c'est trouver « chouette » et « vachement sympa » le film Les Valseuses de Bertrand Blier qui rend romanesque le viol ». Éreinté par la critique, Les Valseuses suscite, de fait, la polémique à sa sortie. Bon nombre de journalistes ou de penseurs crient au scandale, heurtés par ce mélange de tendresse, d'humour potache et de crudité. Selon Malka Marcovich, le concept de « révolution sexuelle » n'aurait fait que reproduire une vision archaïque des rapports entre les hommes et les femmes. Le film sera un immense succès avec plus de 5,7 millions d'entrées en France et plusieurs programmations en télévision.

## Les retours en arrière des années 1980 aux années 2010

### La «révolution conservatrice» américaine de Ronald Reagan
Dans les années 1980, la perception d'une forme de décadence et d'hédonisme, provoque une réaction aux États-Unis, où certains cherchent à retourner aux « valeurs de la famille » via une révolution conservatrice, qui bénéficie du fait que le public découvre le sida, maladie sexuellement transmise, et mortelle, au début des années 1980.
Pour les conservateurs américains, le scandale du Watergate, la guerre du Viêt Nam et la crise iranienne des otages des années 1970 avaient plongé le pays dans une décennie de doute. Par opposition, les années 1980 verront la remise en cause des idées progressistes : mise en question du droit à l'avortement, en particulier via la décision Webster de la Cour suprême en 1989, qui limite le droit d'avorter, retour de la peine de mort dans certains États, prière à l'école. Cette évolution prend appui sur la frange droitière des évangéliques blancs du sud, ou encore sur les électeurs démocrates opposés à l'avortement.
Cette évolution inquiète Susan Faludi, journaliste au Wall Street Journal et féministe américaine, auteure du best-seller Backlash: The Undeclared War Against American Women, paru aux États-Unis en 1991, et publié en français, en 1993, aux Éditions Des femmes, sous le titre Backlash : la guerre froide contre les femmes, qui eut un impact considérable sur les mouvements féministes de nombreux pays et sur les études de genre.
Susan Faludi montre comment les seuls ennemis qu'Hollywood reconnaît aux femmes sont les autres femmes, comme dans le film Liaison fatale. La presse y voit significativement une « tendance ». Les personnages de femmes indépendantes disparaissent des fictions télévisées, les femmes y deviennent de plus en plus des victimes du féminisme et d'une « horloge biologique » leur enjoignant de se marier.
Les pressions des traditionalistes aboutissent à remanier les scénarios faisant apparaître des personnages de femmes célibataires, indépendantes, ou envisageant d'avorter. Dans les sciences sociales, une large part des départements d'études féminines des universités célèbre une différence des femmes dans l'esprit de la conquête du bonheur par le retour au foyer. La première conséquence en est l'enfermement des femmes dans une spécificité qui devient un argument des opposants à l'égalité des droits : ces travaux sont systématiquement repris par des avocats d'entreprises lors de procès en discrimination sexuelle.
Pour le sociologue Jacques Guigou, « Le « vivre sans temps mort et jouir sans entrave » chanté et dansé en 1968, n'ayant pas trouvé, pour cause de disparition du prolétariat, son « sujet historique », cette aspiration à « changer la vie » s'est alors institutionnalisée, comme bien d'autres « libérations », dans la pure et simple consommation de l'existant et de ses prothèses ».

### Le livre de Michel Houellebecq
Une seconde vague de critique contre le libéralisme sexuel en général vient avec Michel Houellebecq qui, dans son premier roman Extension du domaine de la lutte, entend montrer que le libéralisme sexuel conduit aux mêmes situations instables que le libéralisme économique.

### Les polémiques des années 2000 et 2010 sur la pédophilie

#### Les révélations sur les abus et dissimulations au sein de l'Église catholique
Avant les années 2000, les cas d'abus sur mineurs étaient souvent traités, d'après les témoignages des évêques eux-mêmes, dans la confidentialité. La principale mesure prise était le plus souvent un changement d'affectation du prêtre, sans que ni le risque de récidive, ni la nécessité d'une thérapie et d'une sanction pénale, soient réellement pris en compte. Il a cependant existé entre 1965 et 1985 deux établissements gérés par les évêques ainsi que le Secours catholique, chargés d'accueillir les prêtres en difficulté, notamment les pédophiles, afin de les prendre en charge pour les mener vers une réinsertion après amélioration de leur cas. La création de ces établissements fait suite à des enquêtes menées en 1952, qui permettent une première prise de conscience du problème en interne, même si les conclusions de ces rapports ainsi que l'existence des établissements furent ensuite progressivement oubliés.
Le thème de la pédophilie est abordé ouvertement, en 1998, dans un article du bulletin du secrétariat de la conférence des évêques de France. Plusieurs affaires éclatent en France à la fin des années 1990. Une dizaine de prêtres et de religieux sont ainsi mis en examen. Le cas le plus grave est celui de l'abbé Bissey, accusé, en septembre 1998, d'une douzaine de viols et agressions sur mineurs entre 1985 et 1996 et condamné, le 6 octobre 2000, à dix-huit ans de réclusion criminelle. Cette affaire marque un tournant, car l'évêque du diocèse de l'abbé Bissey, Mgr Pierre Pican, a aussi été mis en examen, le 24 janvier 2000, pour « non-dénonciation de crime » et « non-dénonciation d'atteinte sexuelle sur mineurs de quinze ans », et sera condamné en septembre 2001 à trois mois de prison avec sursis. Depuis 1992, le Code pénal français, entré en vigueur le 1er mars 1994, prévoit en effet que le secret professionnel ne s'applique pas dans les situations de sévices sur mineurs de 15 ans,.
Un retour en arrière des années 1980 s'effectue aussi en partie à cause de l'épidémie de sida.

#### Les suites des écrits «libéraux» de Daniel Cohn-Bendit
À l'automne 1999, un des amis de jeunesse de Daniel Cohn-Bendit, le terroriste allemand Hans-Joachim Klein se livre à la justice française à la demande de la justice allemande, un quart de siècle après avoir participé à des attentats terroristes parmi lesquels la prise d'otages du siège de l'OPEP à Vienne qui a causé trois morts à Vienne en décembre 1975. Il est extradé et sera condamné à neuf ans de prison. Son procès est l'occasion de nombreuses révélations sur le passé des deux hommes et celui, passablement violent, de leur ami commun, Joschka Fischer, entre-temps devenu vice-chancelier d'Allemagne. La jeune journaliste Bettina Roelh révèle que Cohn Bendit a aussi écrit un texte proche de la pédophilie dans la revue allemande que dirigeait son père, peu avant le suicide en prison de sa mère Ulrike Meinhof, codirigeante avec Andreas Baader de la Fraction armée rouge. Daniel Cohn-Bendit, entre-temps devenu parlementaire européen, ne répond tout d'abord pas à ces informations reprises par la presse étrangère. Puis il accorde le février 2001 un long entretien exclusif à l'hebdomadaire français L'Express, dans lequel il esquisse des regrets mais contre-attaque en estimant que ces révélations n'en sont pas et que la pédophilie était partiellement entrée dans les mœurs dans les années d'après Mai 68 en raison de la libération des mœurs. En échange de cet entretien exclusif, L'Express appuie ses dires dans un dossier agglomérant les divers dérapages sur la pédophilie de la seconde moitié des années 1970. Puis par Nicolas Sarkozy lors de la campagne pour l'élection présidentielle de 2007 en France, au cours de laquelle il affirme vouloir « liquider l'héritage de Mai 68 », avec une telle vigueur que l'un de ses partisans, André Glucksmann, décide d'écrire dans la foulée un livre titré « Mai 68 expliqué à Nicolas Sarkozy » , sans parvenir à éteindre la polémique. Dans un débat organisé quelques jours avant les élections européennes de 2009, le président du tout nouveau parti MoDem, François Bayrou, improvise une attaque contre Cohn-Bendit sur ce sujet, avec virulence et sans donner vraiment de détails, s'exposant en retour à l'incompréhension du public et de violentes critiques de la presse. Quelques jours après, la polémique est définitivement close par le score historique obtenu dans les urnes par Daniel Cohn-Bendit, alors que celui de Bayrou s'effondre.
En Allemagne au contraire, cette polémique va rebondir et s'amplifier dans les années 2010 au moment où le parti Die Grünen, revenu dans l'opposition, est affaibli politiquement puis moralement par d'autres révélations sur la pédophilie dans les années 1970 mais cette fois à Berlin. Die Grünen subit ce scandale alors que la campagne pour les élections législatives suit son cours ; crédités de 15 % un an auparavant, ils chutent alors à 9 %. En conséquence de cet échec, Jürgen Trittin et Katrin Göring-Eckardt démissionnent de leurs fonctions à la tête du parti.

#### Benoit XVI attribue la pédophilie dans l'église à la Révolution sexuelle
En avril 2019, six ans après la fin de son dernier mandat, et en pleines réformes de son successeur pour combattre la pédophilie, Benoît XVI, pape de 2005 à 2013, a suscité une polémique en déclarant le 12 avril 2019 que les scandales de pédophilie au sein de l'Église catholique s'expliquaient par une « révolution sexuelle » dans les années 1960. « La révolution de 1968 s'est battue pour une complète liberté sexuelle, qui n'admettait plus de normes », a-t-il souligné dans un article de dix-huit pages publié dans Klerusblatt, un mensuel bavarois destiné au clergé. Ce long article a produit l'effet d'une petite bombe chez certains théologiens, comme l'Américain Brian Flanagan, qui a réagi par un tweet estimant que le lien fait par Benoît XVI avec les années 1960 constitue « une explication fausse et embarrassante ».
Les réactions ont aussi été très vives du côté des victimes d'abus sexuels, comme pour le Chilien José Andres Murillo, qui a immédiatement pris le point de vue contraire et déclaré que le « narcissisme théologique » de Benoît XVI avait « fait partie du problème de la culture d'abus et de silence de l'Église ».
Avant de devenir pape, Benoît XVI avait dirigé pendant vingt-quatre ans la Congrégation pour la doctrine de la foi, qui succédé en 1965 à l'ancêtre est la Sacrée congrégation de l'Inquisition romaine et universelle, lors du concile Vatican II. Ce département du Vatican est en particulier chargé d'étudier les dossiers d'accusations d'abus sexuels sur mineurs dans l'Église catholique remontant jusqu'au Vatican.
Moins d'un an plus tôt, en août 2018, le Vatican avait été mis en cause après une enquête des services du procureur de Pennsylvanie sur des cas majoritairement prescrits, mais toujours douloureux, en dénonçant les abus sexuels perpétrés par plus de 300 prêtres sur au « au moins 1 000 enfants », dont certains âgés de moins de dix ans. Des dizaines de noms sont dévoilés par les jurés chargés du rapport final,,. Selon le procureur général de l'État de Pennsylvanie chargé de l'enquête, dans certains cas « le Vatican était au courant des abus et était impliqué dans leur dissimulation ». Une enquête fédérale est ouverte.

#### Le grand ménage de 2019 au Vatican
L'article sur la Révolution sexuelle de l'ex-pape Benoît XVI fait suite à une série de révocations de très hauts dignitaires par son successeur François, sans précédent dans l'histoire du Vatican. Début 2019, le pape François écarte ainsi l'un de ses plus proches conseillers, l'évêque argentin Gustavo Óscar Zanchetta visé par une enquête pour abus sexuels, défroque l'ancien cardinal américain Theodore McCarrick, accusé de violence sexuelle et reconnu coupable par la Congrégation pour la doctrine de la foi d'avoir enfreint l'un des commandements divins « avec la circonstance aggravante de l'abus de pouvoir », renvoie le cardinal George Pell, le numéro trois du Vatican condamné pour pédophilie en Australie, et accepte la démission du cardinal Ezzati, accusé d'avoir dissimulé les actes pédophiles de trois prêtres chiliens. Mais sa décision de refuser la démission du cardinal Barbarin surprend, et l'accumulation soudaine d'affaires autour d'abus sexuels déstabilise les fidèles,,.

## L'enquête ACSF de 1992 en France
L'enquête ACSF (Analyse des comportements sexuels en France), a été menée en 1992, dans le contexte du Sida, auprès d'un échantillon global de 20 000 personnes, par une équipe formée d'épidémiologistes, de sociologues, de psychosociologues, de psychologues, de psychanalystes, d'économistes, de démographes, appartenant à des institutions variées : INSERM, INED, CNRS, universités. Selon plusieurs universitaires, cette enquête a « sûrement apporté des données plus fiables et plus riches que toutes les études disponibles » jusque-là, et permis des comparaisons en profondeur avec l'enquête de 1970 du docteur Pierre Simon. En 1992, il s'agissait de mesurer la fréquence de certains types de comportements sexuels estimés « à risque » dans l'ensemble d'une population. Elle a montré que l'âge du premier rapport sexuel, en un peu moins d'un quart de siècle, est resté sensiblement identique pour les hommes, avec des moyennes similaires à celle de l’enquête Simon de 1970, mais qu'il s’est abaissé pour les femmes. L'enquête ACSF a aussi montré que les parents des jeunes interrogés « ont renoncé à exercer un contrôle direct sur la sexualité juvénile, en particulier sur celle des filles » mais que la « régulation sociale de la sexualité juvénile se fait maintenant par les pairs ».
L'enquête ACS a confirmé que les années 1980 et les années 1980 n'ont pas été celles de la plus grande baisse de l’âge au premier rapport chez les femmes, qui s'est plutôt produit dans les années 1960, au cours desquelles la société avait aussi « battu des records en matière de conceptions pré-nuptiales ». Selon le sociologue Michel Bozon, ce n'est pas le progrès dans la contraception qui a permis de nouvelles conduites sexuelles, mais l'inverse : la révolution sexuelle des décennies précédentes a permis la « diffusion très rapide des nouvelles méthodes contraceptives » dans les années 1970. Le Sida a ensuite créé d'autres évolutions. Alors que 7 ou 8 % des personnes utilisaient un préservatif au premier rapport sexuel au milieu des années 1980 cette proportion a grimpé à 90 % au milieu des années 1990, son usage se transformant en « rituel d’entrée dans la sexualité », réduisant l’incertitude du premier rapport, « dans un sens beaucoup plus large que simplement épidémiologique ».

## LeXXIesiècle
Selon Florence Maillochon, directrice de recherche au CNRS, « la généralisation des relations sexuelles en dehors d'un cadre institutionnel » a permis aux adolescentes d'exercer une « certaine pression sur les garçons de leur âge », placés en situation de demande, tandis que subsistent par ailleurs des formes de violence réelle (rapports forcés et viols), un « paradoxe » au moment où la sexualité des garçons semble plus proche de celle des filles. À long terme, le bilan reste selon elle positif, l'instauration d'une période de flirt constituant « un des aspects les plus marquants » de l'entrée dans la sexualité dans la seconde moitié du XXe siècle, en « donnant l'occasion de découvrir progressivement la sexualité et les personnes du sexe opposé ».
À la fin du siècle précédent, l'émergence du sida a laissé penser à « une contre-révolution sexuelle » mais les pratiques des adolescents n'ont pas fondamentalement évolué, si ce n'est bien sûr leur usage du préservatif.
La mise sur le marché du Viagra en a fait le symbole d’une « nouvelle révolution sexuelle »,, mais les résistances exprimées face à la « médicalisation de la sexualité » ont fait l’objet de débats pas aussi argumentés que lors des nouvelles classifications des troubles sexuels féminins. Dès janvier 2003, un article de Ray Moynihan dans le British Medical Journal avait dénoncé l’emprise croissante de l’industrie pharmaceutique sur la recherche scientifique et médicale et l’incitation à « inventer de nouvelles pathologies » dans ce domaine.

## Chronologie
- 1948 : le comité de l'Éducation nationale présidé par Louis François publie le « Rapport du Comité d'études concernant l'éducation sexuelle dans les établissements d'instruction publique ».
- 1951 : discours aux sages-femmes italiennes du pape Pie XII qui a autorisé l'usage de la continence périodique durant la période féconde du cycle menstruel[135].
- 1962 : la contraception retirée des discussions du Concile Vatican II (1962-1965) car jugée trop controversée[135].
- 1966 : le docteur Pierre Simon publie son ouvrage Contrôle des Naissances, Histoire, philosophie, morale.
- 3 et 4 juin 1967: congrès du Mouvement français pour le planning familial (MFPF), qui se déclare « mouvement d'éducation populaire et permanente »[136], se lançant vers l'éducation sexuelle.
- 1967 : vote en France de la loi Neuwirth.
- 1967 : la célèbre émission de radio de Menie Grégoire sur la famille, le couple et les relations sexuelles démarre, sur RTL, en affirmant le désir de la femme et vulgarisant les apports de la psychanalyse[137].
- 1968 : le Pape Paul VI prend position contre la régulation des naissances et contre la pilule dans l'encyclique Humanæ vitæ[138].
- 13 septembre 1968 : Helke Sander , seule femme autorisée à prendre la parole lors de la conférence des délégués du SDS permet le coup de tomate de 1968, événement jugé fondateur dans l'histoire du féminisme en Europe[139].
- 1969 : suicide de Gabrielle Russier (1937-1969), une professeure de lycée poursuivie pour une liaison avec un élève mineur.
- 28 juin 1969 : à New York, émeutes de Stonewall du le mouvement de libération gay américain, aucune caméra n'était présente pour immortaliser l'événement.
- 4 février 1969 : premier décret d'application de la loi Neuwirth, qui définit les visas de fabrication des produits contraceptifs[68].
- automne 1969 : le Groupe national d'information et d'éducation sexuelle (GNIES) est créé.
- 1970 : seize professeurs de droit pénal présentent un premier projet de réforme de l'article 218 du Code Pénal régissant le droit de l'avortement en Allemagne[60].
- 1970 : la femme du soldat inconnu célébré par les futures militantes du Mouvement de libération des femmes (MLF).
- 1971 : premières réunions des femmes d'Arcadie et du MLF avec Françoise d'Eaubonne.
- février 1971 : sortie de Mourir d'aimer d'André Cayatte, inspiré du suicide de Gabrielle Russier.
- 5 mars 1971 : un « commando saucisson » interrompt le meeting à la Mutualité de « Laissez-les vivre » et le professeur Lejeune.
- 10 mars 1971 : Menie Grégoire doit suspendre son émission (RTL) consacrée à « Ce douloureux problème, l'homosexualité » perturbée par des activistes du Front homosexuel d'action révolutionnaire (FHAR), créé le soir même, à la suite de l'émission[140].
- 11 et 12 mars 1971 : création d'une version allemande du MLF, premier congrès à Francfort.
- 5 avril 1971 : manifeste des 343 femmes qui ont avorté, bien souvent à l'étranger, rédigé par Gisèle Halimi et Simone de Beauvoir.
- 23 avril 1971 : le FHAR publie un ensemble d'articles engagés, coordonnés par Guy Hocquenghem dans Tout !, dont Jean-Paul Sartre est le directeur[140]
- mai 1971 : premier numéro du journal du MLF, Le torchon brûle[65].
- 6 juin 1971 : Stern montre en « une » vingt femmes qui avouent ouvertement : » Nous avons avorté ». À l'intérieur, 374 signatures de femmes qui disent l'avoir fait.
- juillet 1971 : l'association Choisir la cause des femmes, fondée par Gisèle Halimi et Simone de Beauvoir.
- automne 1971 : début de l'affaire du procès de Bobigny[141], Marie-Claire, 16 ans, doit avorter après un viol. Dénoncée par son violeur, elle fait appel à Gisèle Halimi, dont elle a découvert la défense du FLN dans une bibliothèque publique.
- 20 novembre 1971 : première manifestation publique du MLF (et première grande manifestation féministe depuis 1936)[66].
- 1972 : publication de l'enquête sur la sexualité et la contraception du docteur Pierre Simon, dans le sillage de l'enquête suédoise[73].
- février 1972 : Annie Ferrey-Martin créé à Grenoble le « Comité pour l'abrogation de la loi de 1920 sur l'avortement » qui aide les femmes à avorter puis rejoint Choisir la cause des femmes.
- mars 1972 : autorisation du stérilet sous certaines conditions[68].
- 24 avril 1972 : décret d'application, très attendu, de la loi Neuwirth de 1967, création des centres de planifications et d'éducation familiale (CPEF), permettant aux mineurs un accès libre, gratuit et surtout anonyme à tous les types de contraceptifs[69].
- 14 mai 1972 : fondation officielle du Groupe information santé, officieux antérieurement[142]. Dès juillet, son bulletin relaie l'appel des médecins de Lyon, dénonçant le saturnisme chez Peñarroya.
- août 1972 : première démonstration de l'avortement par la Méthode de Karman en France, dans l'appartement de Delphine Seyrig en août 1972 en présence de militantes du MLF, de Pierre Jouannet[83] [143], et de Harvey Karman[144], psychologue et militant pour la liberté de l'avortement en Californie depuis les années 1950[145].
- 3 février 1973 : parution, dans Le Nouvel Observateur, du manifeste des 331 médecins revendiquant des avortements.
- octobre et novembre 1972: procès de Bobigny, Gisèle Halimi obtient l'acquittement d'une fille de 16 ans ayant avorté après un viol.
- 2 et 3 juin 1973 : élection à la présidence du MFPF de Simone Iff, cofondatrice et vice-présidente du Mouvement pour la liberté de l'avortement et de la contraception (MLAC), sur une ligne plus agressive.
- 11 juillet 1973 : loi créant le Conseil supérieur de l'information sexuelle, de la régulation des naissances et de l'éducation familiale.
- 1973 : Alphonse Pageaud, permanent de la CFDT-PTT et membre du MFPF depuis 1966, date de l'avortement de sa femme, devient ainsi président du Planning familial à Paris[84].
- 23 juillet 1973 : la circulaire Fontanet prévoit pour la première fois une information sur la sexualité en milieu scolaire, mais qui n'est que facultative[146].
- 26 avril 1974 : le Bundestag adopte la loi légalisant l'IVG durant les trois premiers mois de la grossesse en Allemagne.
- 4 décembre 1974 : seconde « loi Neuwirth », supprimant l'obligation de l'autorisation parentale pour la vente de contraceptifs aux mineurs et prévoyant pour eux la gratuité des prestations dans les centres spécialisés[68].
- 2001 : l'éducation à la sexualité est en France délivrée selon la législation et le code de l'éducation dès l'école primaire.